# 日本のアニメーションの歴史
日本のアニメーションの歴史（にほんのアニメーションのれきし）では、日本におけるアニメーション史について記述する。「アニメーション映画」、「テレビアニメ」の記事も参照のこと。

## 前史から1940年代

### 前史

哀れなピエロ(動画)

広義のアニメーションは複数の静止画により動いて見せるものであり、近代以前には以下が存在する。
約3万2000年前の旧石器時代に描かれたショーヴェ洞窟の洞窟壁画は世界最古のアニメーションとも呼ばれる。考古学者と画家による研究では、動物は全て通常より多い本数の足・頭・尻尾が描かれており、ちらちらとした炎の明かりで見た場合に動いて見えるという。
近代になり1831年にフェナキストスコープ、1834年に回転のぞき絵、1877年にプラキシノスコープが発明された。
映像作品としての初期のアニメーションには以下がある。
1902年のジョルジュ・メリエスによる『月世界旅行』の最後の、ロケットが港に戻るシーンで、すでに切り絵アニメーション（静止した背景画の前で、船の切り絵を少しずつずらしてコマ撮りする）が用いられ、これが映画のコマ撮り（ストップモーション）によるアニメーショントリックである。
それ以前には1892年にフランスで作られたエミール・レイノーの『哀れなピエロ』（原題：Pauvre Pierrot）を初めとする一連の作品がある。しかし、レイノーの作品は純粋な意味での映画ではなく、テアトル・オプティークと呼ばれるゼラチンフィルムに別々に描かれた手書きの人物と背景をプロジェクターで同時にスクリーンに投影装置によって上映されていた。他にアメリカのジェームズ・スチュアート・ブラックトン監督による『愉快な百面相』（1906年、原題：Humorous Phases of Funny Faces）などがある。これは黒板に白チョークで描く実写と、そのコマ撮りを組み合わせた線画アニメであり、この最後のピエロの部分では白い枠線の切り絵がチョークアニメーションと組み合わされて用いられている。またアメリカでは1920年代半ばから『アメリカン・アニメーションの黄金時代』が始まっている。

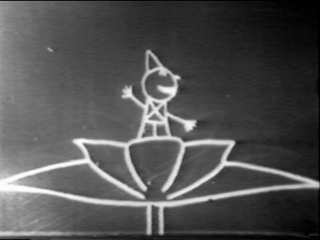
ファンタスマゴリー

実写部分を含まない世界最初の純粋な短編アニメーション映画は、フランスの風刺画家エミール・コールによる『ファンタスマゴリー』（1908年、原題:Fantasmagorie）である。以後、数年間でアメリカおよび映画発明国フランスで線画アニメ映画の製作が盛んになった。ちなみに日本で最初に封切られたアニメーション映画は1912年（明治45年）4月に東京市の映画館で公開されたエミールの作品『ニッパールの変形』（1911年、原題:Les Exploits de Feu Follet）といわれる。なお世界初の純粋長編アニメーション映画は1917年にアルゼンチンのキリーノ・クリスティアーニによって製作された。
1914年にはセル画によるアニメーション技術がアール・ハードによって開発、特許申請される。しかし、当時、一般には、背景を印刷した紙にペン描き、というのが、一般的だった（『クレイジー・カット』シリーズ（1916年、原題：Krazy Kat）、『フェリックスの初恋』（1919年、原題Feline Follies）など）。また、アルゼンチンやドイツなどでは、切り紙や人形アニメが盛んに創られていた。
アジアでは1941年に中国において万籟鳴と万古蟾の万氏兄弟監督で公開された『西遊記 鉄扇公主の巻』がアジア初の長編アニメーション映画とされる。1942年には戦時下の日本に輸出され、当時16歳の手塚治虫に影響を与えると共に、海軍省に長編アニメーション映画『桃太郎 海の神兵』（1945年）を制作させる動機となった。

#### 日本における前史

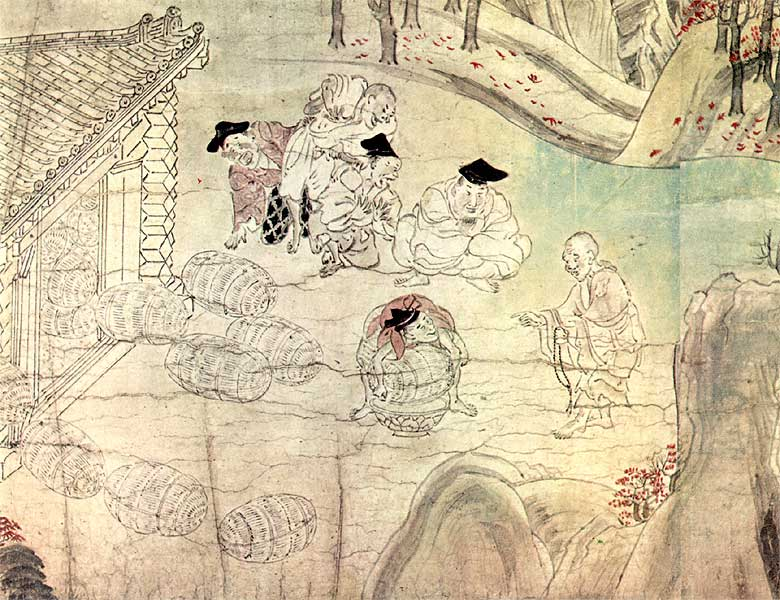
信貴山縁起山崎長者の巻

12世紀 - 13世紀（平安時代末期 - 鎌倉時代初期）の日本の絵巻物にアニメーション技術の前史をさかのぼる見方がある。高畑勲によれば、『鳥獣人物戯画』『信貴山縁起』『伴大納言絵巻』などの絵巻物は、永遠や本質や現実に迫る西洋の物語絵画とは対照的に、時間的経過を空間的に表現して「現在」の連続として味わわせるもので、表情の変化、線で書かれた動きなどは漫画やアニメと同じであり、日本のアニメの歴史は絵巻物から語らねばならないと述べている。
江戸時代の幻灯芝居である写し絵、走馬灯、草双紙、合巻、紙芝居、影絵、のぞき絵にも、アニメのカット割り、マンガのコマ割りの技術がみられ、中でも写し絵は動画映画の始祖であるとされる。

### 日本アニメの黎明期

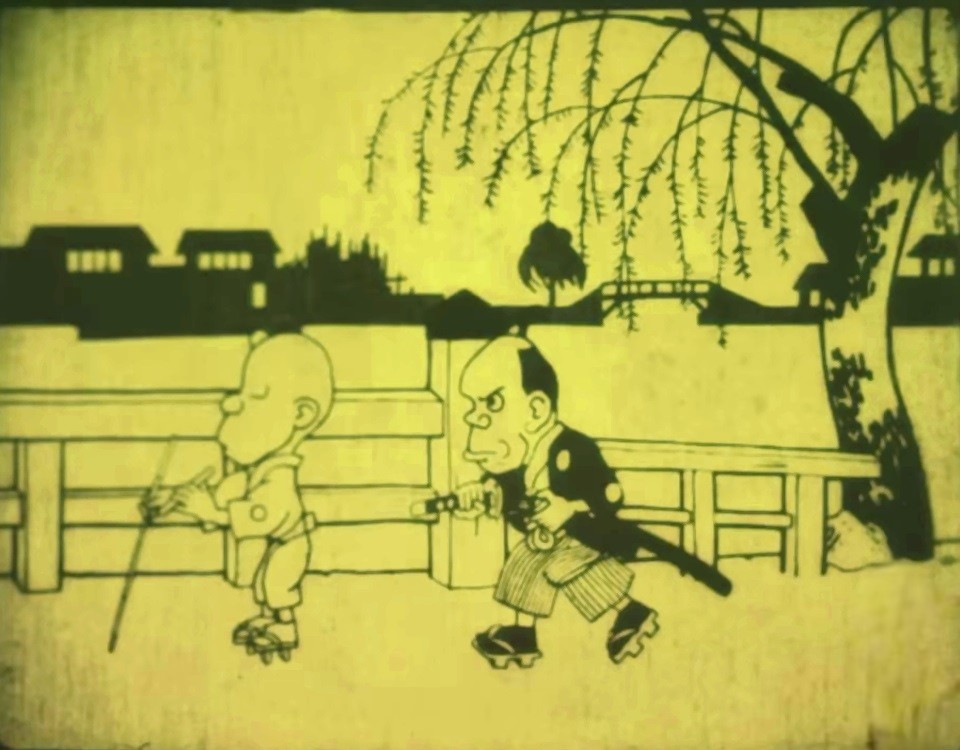
なまくら刀（塙凹内名刀之巻）

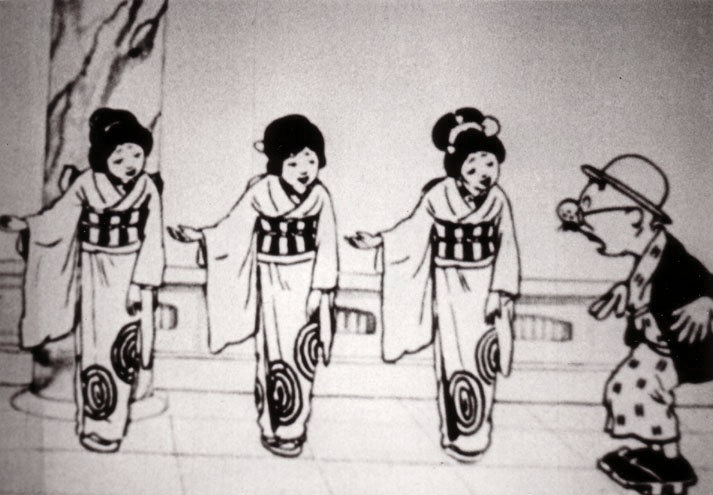
ノンキなトウサン 竜宮参り

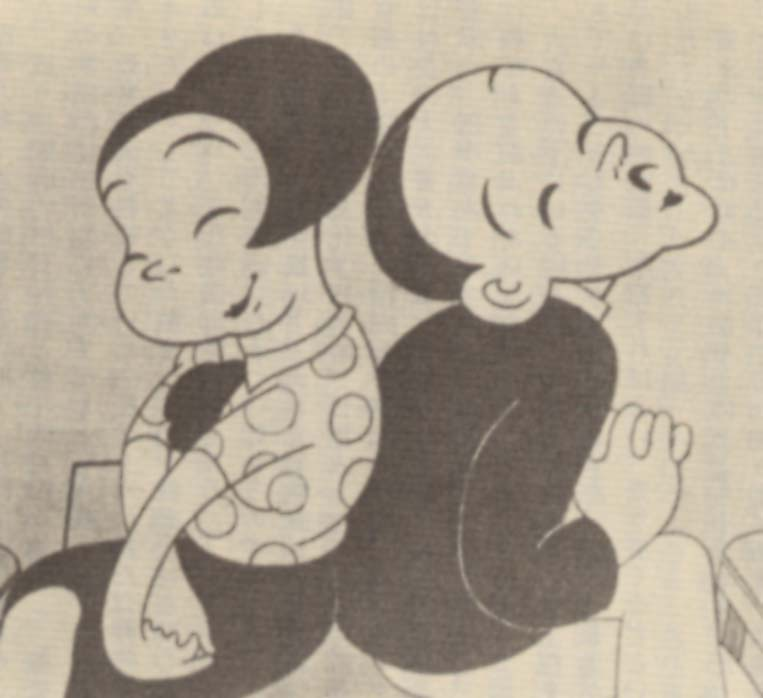
力と女の世の中

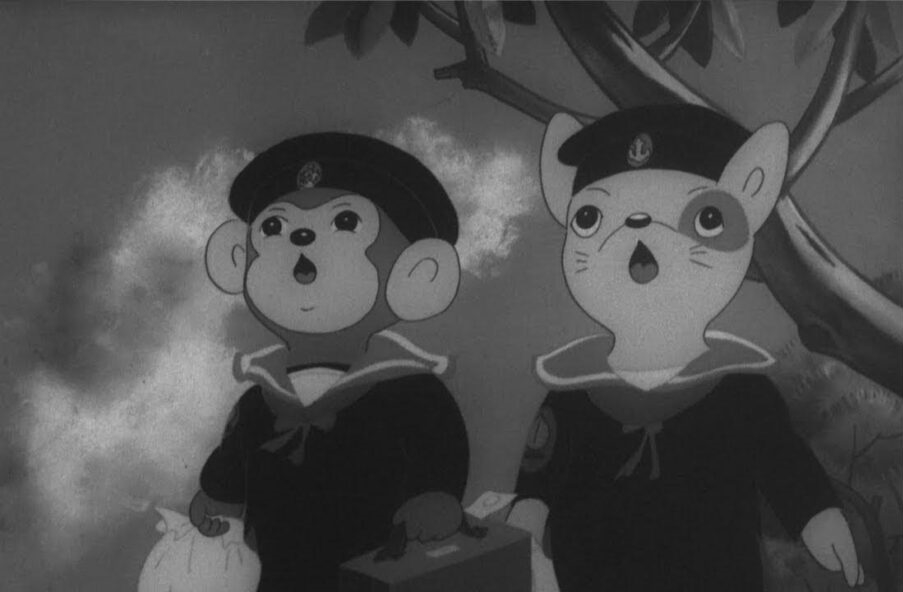
桃太郎 海の神兵

日本では1917年（大正6年）に初めてアニメ作品が制作された。当時続々と輸入されていた日本国外の短編アニメ映画の人気を受けてのことで、下川凹天、幸内純一、北山清太郎の3人の作品が同じ年にそれぞれ別々に公開された。
1916年、天活（天然色活動写真株式会社）で下川凹天が、小林商会で幸内純一が、日活で北山清太郎が独自にアニメーション制作を開始。1917年（大正6年）1月、下川が手がけた短篇アニメーション映画『凸坊新畫帖 芋助猪狩の巻』が公開され国産アニメーション映画の第1号となったが、他の2人との差は数カ月程度でそれぞれ独自の方法で製作しているため、3人とも日本のアニメーションの創始者として扱われている。3作品はいずれも1917年に公開されたが、現存するのは幸内純一の『なまくら刀』のみである。
諸外国と同じく当初作られていたアニメは数分程度の短編映画が多かった。作り手も個人もしくは少人数の工房での家庭内手工業に準ずる製作体制で、生産本数も少なく、生産の効率化を可能とするセル画の導入も遅れていた。1930年前後にセル画が使われ始まるまでは、日本では、フランスなどと同様、切り絵によるアニメが主流であった。
1930年代、映画館ではセル画による白黒アニメが主流となったが、一部の富裕層は家庭に映写機を持ち、紙に描かれた絵を強い光で反射して映す紙フィルムのアニメも享受した。紙フィルムは色も再現でき、一部はレコードとセットで販売され、音声・カラー動画を楽しむことが出来たが、非常に破けやすく、本格的利用に向かず、現物は太平洋戦争の戦火で失われたこともあって博物館などに一部が残る程度である。
その後もディズニーなど輸入されたアニメとの競争にさらされながら、小規模なスタジオで制作されていた。1953年にテレビ放送が開始されるまで、アニメ作品を鑑賞するには、短編のアニメ映画が添え物として上映されるのを映画館で見るのが主流であり、アニメと言えばアニメ映画以外に存在しなかった。
映画がトーキー化すると制作費が高騰し、興行主は同じ値段なら見劣りがする日本産より質が高いアメリカのアニメを選ぶようになり、第二次世界大戦前の日本で人気を呼んだアニメはアメリカのアニメだった。
第二次世界大戦が始まるとこうした状況は一変し、アメリカ映画は輸入禁止となる一方、戦意高揚を目的とする作品が制作され瀬尾光世監督による長編アニメーション『桃太郎の海鷲』（1943年）が藝術映画社より製作され、1945年には松竹動画研究所により『桃太郎 海の神兵』が産み出され、海軍省が提供した潤沢な予算でそれまで大量に使えなかったセル画や大量の人材を投入した。上記2作のほか、戦争中には日本最初のフルセルアニメーション『くもとちゅうりっぷ』（1943年）があり、戦時中にもかかわらず叙情性が豊かなミュージカル仕立ての作品となっている。
終戦直後も、細々とながら短編アニメ映画は製作され続けていた。この時代の代表作に『すて猫トラちゃん』（1947年）がある。
教育映画・教育ビデオでも比較的アニメは多用された。比較的初期の作品に、『カチカチ山の消防隊』（1948年、日本漫画映画社、消防庁）がある。

## 1950年代から1980年代

### カラーアニメの国産化

白蛇伝

ジャングル大帝

（前史）
1893年に、今日の映画であるシネマトグラフが発明される以前、フィルムを用いない映像玩具がありアニメーションの元祖とされるが、その一種であるゾートロープを改良したプラキシノスコープを使って1888年からフランスのエミール・レイノーがパリの蝋人形館で「光学劇場」と称して作品を上映していた。その内容は物語付きの数分間のアニメーションと言えるもので、着色も成されたものだったという。フィルムによるアニメが制作されると、カラーフィルムの発明されるのを待たずに、フィルムに1コマずつ直接着色するという手法で早くからカラーのアニメが制作されている。例えば、ウィンザー・マッケイの短編作品『リトル・ニモ』は1911年の公開である。1932年にディズニーが初めてフルカラーで製作した『花と木』を公開して以降、第二次大戦前にはアメリカではカラーによる短編アニメが盛んに製作された。1937年にはディズニーが初のカラー長編アニメ『白雪姫』を製作し、日本では1950年に公開された。
戦後、1952年（昭和27年）に、大藤信郎は色セロファンや千代紙を使った短編のカラー作品『くじら』を発表し、カンヌ映画祭の短編部門で2位を受賞した。1953年（昭和28年）に日本で初めてのカラー(総天然色)･立体アニメーション映画 『セロ弾きのゴーシュ』、1955年（昭和30年）におとぎプロが制作した短編アニメーション映画版『おんぶおばけ』、1956年（昭和31年）7月藪下泰司演出『黒い木こりと白い木こり』、同年大藤信郎監督『幽霊船』（ヴェネツィア国際映画祭特別賞を受賞）、1958年(昭和33年) 4月5日、東映(教育映画部)製作としては初の国内向けカラーアニメーション映画『夢見童子』が制作された。
東映は1956年に日動映画を吸収合併しアニメスタジオ「東映動画」を発足。東映動画は劇場用アニメーション映画の製作を開始し、日本初のカラー長編アニメ映画『白蛇伝』（1958年）が制作され「東洋のディズニー」を目指した目論見通りに日本国外へも輸出された。

### テレビアニメの開始
1953年にテレビ放送が始まると、単発で数分程度のアニメーションが番組内の1コーナーとして、あるいはCMにも用いられるようになり、エイケン（旧・TCJ動画センター）のルーツとなる日本テレビジョン株式会社（現・TCJ）や漫画家の横山隆一のおとぎプロが制作に携わっている。また同年に日本初のフルコマ撮り人形アニメーション『ほろにが君の魔術師』が持永只仁、川本喜八郎らの手によって制作されている。
1954年から1956年まで清水崑が原作の『かっぱ川太郎』がシリーズとして全861回放送された。「かっぱ川太郎」は1951年に清水崑が小学生朝日新聞に連載を行った作品である。作画枚数は非常に少なく、紙芝居に近い作風であったといわれている。1955年には朝日新聞社の企画で映画化まで行われ、当時としては高い人気を誇っていたと推測されている。録画放送の技術が無かった頃の作品であるため、原画は残っているが動画は残っていない。
1957年から1959年まで『漫画ニュース』が放送された。この作品では、当日に起きたニュースを静止画と部分的なアニメーションで表現するという試みが行われている。この番組を毎晩見たと言うNHK教育局ディレクターだった後藤田純生は、アニメーションに触発されて『みんなのうた』や『おかあさんといっしょ』でアニメーションを手掛けるようになった。
劇場作品に対して、初期のテレビアニメはテレビ放送のカラー化及びカラーテレビの普及が進んでいない事情もあって、ほとんど白黒で始まることとなったのだが、1958年7月14日と同年10月15日に放送された『もぐらのアバンチュール』はカラーテレビ放送のテストプログラムとして作成された。フィルムは長らく行方不明になっていたが、2013年に日本テレビの倉庫から発見、その一部が2013年6月19日放送の『ZIP!』および『スッキリ!!』で公開され、本作がカラー作品という事実が確証されている。そのため現存最古の国産テレビアニメである。
ただし、カラーで放送されたかどうかは不明である。当時はカラー放送の実験放送期間中であり、また、国産のカラーテレビがまだ発売されていなかったため、カラーで放送されていたとしても見た人は限られたものだろうと考えられる。
1960年1月15日に、中村メイコのトークや実写を交えて3つの童話をアニメーション化した30分番組『新しい動画 3つのはなし』（NHK）が放送された。この他に短編アニメーションを利用した番組は、『みんなのうた』（NHK、1961年放送開始）や、おとぎプロ制作による日本初の連続短編テレビアニメーション『インスタントヒストリー』（放送時間1分、1961年5月8日～1962年2月24日）フジテレビ系列で放送されたが、新聞のテレビ欄での扱いは、読売は毎回掲載した以外は、朝日が数回、毎日・日経は掲載していなかった。

#### 鉄腕アトム

鉄腕アトム

当時の映像業界では、アニメーション制作には長い期間と制作費がかかるというのが常識であり、NHK、民放を問わず、本格的なアニメーション番組を制作するテレビ局は現れず、『ポパイ』・『恐妻天国』（後に『原始家族』として再放映）・『宇宙家族』など日本国外から輸入されたアニメーションが盛んに放送されており、1963年の『鉄腕アトム』を待たなければならなかった。
1961年に手塚治虫が発足させた「虫プロダクション」は、日本で最初の本格的連続テレビアニメ『鉄腕アトム』（1963年 - ）とそれに付随する日本初のテレビアニメからの長編アニメ映画『鉄腕アトム 宇宙の勇者』（1964年）を製作している。
『鉄腕アトム』は、週1回放送の30分番組という後のテレビアニメの基本形態を作り、日本におけるテレビアニメシリーズの嚆矢と位置付けられている。1961年放送開始の『インスタント・ヒストリー』は3分番組で実質は1分にすぎなかった。
タイトルは『鉄腕アトム』と当初から決まっていたわけではなく、元虫プロ営業部次長の須藤将三によると、スポンサーが明治製菓に決まる直前まで、『鉄腕アトム』か『0マン』かは未定であったという。
東映動画は、手塚治虫原作の『ぼくのそんごくう』をベースとして『西遊記』を制作する際、手塚自身からの申し出もあって、ストーリーボードなどのスタッフとして手塚を招聘することになった。手塚は独自にアニメーションについて研究していたが、フルモーションの長尺作品をベースとする東映動画の考え方とは必ずしも馴染まなかった点があり、独自のアニメ制作を模索することになる。
このために、原作者の手塚治虫自らが制作会社虫プロダクションを興し制作を指示、虫プロスタッフの坂本雄作、山本暎一の両名がテレビアニメ企画を広告代理店・萬年社（99年に破産）に持ちかけ、企画が実現した。
当初、アニメは日本では低年齢層に受け入れられ、子供達の間で特に人気があった。大人達はそれまでに見慣れていた時代劇やホームドラマのようなものに関心が高く、アニメには余り興味を示さなかった。そして初期に作られたアニメで成功した作品はほとんどが子供向きのものであった。この事情から、1960年代から1970年代にかけて制作されたアニメはほとんどが子供、特に12歳以下を対象とした内容であった。キャラクターグッズを欲しがる年齢層もこの年齢層に重なっていたため、アニメ制作会社にとってもこれは好都合であった。
このように、初めてのテレビアニメが制作されてからの約10年間は、良くも悪くもアニメは『鉄腕アトム』に多くの影響を受けていた。現在の日本のアニメは原作を持つ作品が多いが、これは黎明期のテレビアニメに原作付きの物が多かったという例に倣った結果と言える。

### 少ない制作費
手塚のテレビアニメは、撮影そのものが秒8コマのリミテッドであるだけでなく、立絵紙芝居や切り絵アニメーション、古い30年代の部分アニメなどの技法を組み合わせて、止め絵、引き絵、口パク、バンクなどを多用し、カメラによって絵を動かしており、当時の欧米アニメーション主流とはまったく別の、より古いアニメーション原理に則っている。写実性では劣るものの、こうした技術は後の日本のテレビアニメやゲームソフト等にも生かされていった。
また、手塚は「（一本につき）五十万で売って。それ以上高くしないでください。それ（くらい低価格）なら他でつくれないでしょ」と指示、「手塚さんはテレビアニメを独占するつもりだったのかどうか。萬年社は『安すぎる』と、手塚さんに内緒で百五十万円を虫プロに払っていました。実際は制作費がいくらなんて、どうでもよかった。ロイヤリティーが日銭で何百万円と入ってきたんですから。」 （虫プロ・元営業部次長・須藤将三）。
この時の価格が業界での標準となり、アニメの大量生産が可能になった点もあるが現在に至るまでアニメ業界は低予算に苦しめられることになる。

### 東映VS虫プロ
虫プロのアニメを、東映動画の現場の大塚康生らは「電気紙芝居」と批判したが、東映動画の経営陣は、テレビアニメを製作しなければならないという経営上の必要性から、手塚のアシスタントを務めたこともある月岡貞夫の企画をもとに、『狼少年ケン』を製作する。また、やはり手塚に近かった石森章太郎（後の石ノ森章太郎）の絵で『レインボー戦隊ロビン』を作り、その友人・アシスタントの赤塚不二夫、永井豪や横山光輝などのアニメを量産することになる。宮崎駿は長編中心だが、高畑勲はテレビアニメにも関わっている。
『鉄腕アトム』がテレビ放映されるとその影響はすぐに現れ、長編アニメ映画を制作していた東映動画も同年に『狼少年ケン』でテレビアニメに進出。その後、ノウハウを積み重ねて、それまでフル・アニメーションでアニメ映画を作っていた東映動画がテレビアニメのノウハウを取り入れたB作と呼ばれる『サイボーグ009』を1966年に制作し、この後は、映画の世界でもリミテッドアニメは珍しくなくなった。1960年代は、アニメーション映画はほぼ東映動画と映画『鉄腕アトム』を創った虫プロダクションだけの時代が続いた。ただし、東映動画の長編作品は年に1 - 2本程度、虫プロダクションの制作頻度はそれよりも遅く、当時、莫大な数の邦画が作られていたことから考えると、アニメーション映画はほとんど作られていなかったと言っていい。
東映と虫プロのライバル意識はしばらく残り、東映系のアニメーターと虫プロ系のアニメーターの間で作画修正の応酬が起きることもあった。

### カラーテレビアニメと内製システムの崩壊
連続テレビアニメでも試験的にカラー制作されるものが現れてきた。1964年1月25日に放映された『鉄腕アトム』の第56話や、1963年12月20日から1964年にかけて全15話が放送された人形アニメーション『シスコン王子』などはカラーで制作されたが、放送自体はモノクロであり、カラーのテレビアニメではなかった。
『ドルフィン王子』全3話が『ジャングル大帝』（1965年10月）に先立つこと半年前に放映されているが、放送回数が少なかったため、「ジャングル大帝」が事実上の日本カラーテレビアニメの嚆矢とされる。
そして、本格的な日本最初のカラーテレビアニメ『ジャングル大帝』（1965年）は、アメリカ合衆国での放送を前提に資本が集められて実現した。
カラーによるテレビアニメは、制作費がかかることと、カラーの受像機が普及していなかった事情から、この後も数年間は新作はカラーと白黒の作品が混在していた。ただしこれはアニメに限った話ではなく、この時代、他の多くの番組も同様にカラーと白黒が混在していた。
楠部大吉郎によるとテレビアニメはカラー化によって制作費が大幅にアップしたそうである。モノクロの時は30分240万から250万だった所がカラーで540万になった。楠部によれば歴史的にいって日本のテレビアニメの制作費がこれほど上がったのはカラー化の時だけである。
テレビアニメは大人気となり、大量のプロダクションが生まれ、作品数も飛躍的に増加したがその結果、アニメーターの数が不足した。多くのプロダクションは美術系大学の卒業生などを集めたがそれでも足りなかった。優秀なアニメーターの引き抜きが恒常的に行われるようになり、アニメーターの人件費はみるみる内に高騰した。反面、テレビ局の製作費はそれほどは増えなかった。
それまでほとんどのアニメ制作プロダクションは内製システムを採っていた。キャラクター設定から原画・動画・動画チェック・彩色・撮影など、全ての工程を社内で行うことによって、作品の品質を保てていた。外注は1963年には既に存在したが、恒常的には行われていなかった。
しかし、1971年から東映動画は主だった工程のみを自社内で行い、動画・彩色などの比較的単純な工程については外注や出来高払いに移行をし始め、実質的な人員整理を開始した。これに対しては組合側が激しく反発したが、経営側は応じず、1972年、指名解雇が始まる。経営側は組合側の反発にロックアウトを行って応酬した。経営側が強硬だったのは、赤字が嵩み、人件費の削減が行えない限り、会社の存続が困難だったためだと言われている。
一方、虫プロダクションでは1973年の労働争議が解決しないまま倒産した。社長の手塚治虫は虫プロ設立当時「僕は何かあったら労組の先頭に立って一番に会社を糾弾する」と冗談を言っていたことがある。
同じく内製システムだったタツノコプロも1970年代半ばに賃金問題と社長の死去で、70名から80名の有力な人材が流出して結果的にリストラを行ったことと同じ状態になった。
これらの事件を切っ掛けに、ほとんどのプロダクションは多くの作業を外注に頼るようになり、また、以後、アニメーターの給与は極めて低く抑えられるようになった。例えば、虫プロダクション出身者によって設立された日本サンライズは、虫プロダクションを教訓に、制作管理スタッフだけを正社員として発足した。この状況は現在も続いている。1980年代後半以降、動画・彩色という低賃金の工程はほとんどが東アジアで行われるようになり、アニメ制作の空洞化が指摘されている（なお東映動画は海外発注を1973年に開始している）。

### 映画業界におけるアニメ需要の高まり
1970年代に入ると、東映・虫プロ以外の他社の参入によりアニメ映画の本数は増加するが、テレビアニメを単に再編集したものが多かった。しかしビデオデッキが全く普及していない時代であり、熱心な愛好者は、テレビの名場面が再び劇場の大スクリーンで見られるというだけで、喜んで劇場まで足を運んだ。比較的有名な再編集アニメ映画には、『宇宙戦艦ヤマト』（1977年）がある。同作品と翌年公開された『さらば宇宙戦艦ヤマト-愛の戦士たち-』は大成功を収め社会現象となった。この成功でアニメが一般社会に認められることとなり、この後に、世界初のアニメビジョンである『ルパン三世 ルパンVS複製人間』や、宮崎駿が初めて監督を務めた『ルパン三世 カリオストロの城』、『銀河鉄道999』、『がんばれ!! タブチくん!!』など高年齢層を狙った作品が相次いで登場し、日本で高年齢層向けアニメーション映画が多数作られる切っ掛けにもなった。
1981年3月には《アニメ・ブーム》とマスメディアが騒ぐこととなった。この年、3月14日の同日封切で、松竹が『機動戦士ガンダム』、東宝が『ドラえもん のび太の宇宙開拓史』『怪物くん 怪物ランドへの招待、東映が『世界名作童話 白鳥の湖』など東映まんがまつり、東映洋画が『宇宙戦艦ヤマト 新たなる旅立ち』、日本ヘラルドが『おじゃまんが山田くん』、サンリオが『ユニコ』を公開し、各社アニメ作品のオンパレードとなり、映画界は"3・14アニメ戦争"などと呼ばれた。
1980年代は劇場版『機動戦士ガンダム』などの再編集アニメに加え、『伝説巨神イデオン 発動篇』、『超時空要塞マクロス 愛・おぼえていますか』、『うる星やつら2 ビューティフル・ドリーマー』『AKIRA』など、新作映画も多く作られた。この他、東映まんがまつりに代表される、テレビアニメでの人気作の新作を映画にし、数本立てで上映する形態が恒常化した。これなどの作品はアニメ愛好者よりは子供を中心とした家族を狙った作品が多い。

#### スタジオジブリ設立
『風の谷のナウシカ』（1984年）が劇場公開され、この後スタジオジブリを立ち上げた宮崎駿、高畑勲らが2年に1本程度の間隔で『天空の城ラピュタ』（1986年）、『となりのトトロ』『火垂るの墓』（1988年）などのオリジナル劇場用アニメ映画を公開した。宮崎らの始めたジブリは新しいレーベルであり、彼らの才能はまだアニメファンにしか気づかれておらず、ジブリが商業的に大成功を収め、一般大衆の誰もが知るような知名度になるのは1990年代以降である。

### オリジナルビデオアニメ (OVA)
1983年、日本初/世界初のOVAである『ダロス』が発売される。
これにより日本の商業アニメーションは映画（アニメーション映画）・テレビ（テレビアニメ）に次ぐ第3のメディアをもつことになった。スクリーン数や放映枠数に限りがある映画・テレビと異なり、OVAは（流通にさえ乗せられれば）製作会社都合で自由に出版が可能であった。また映画館・テレビ局のブランディングや放送コードによる内容制限もなかった。そのためOVAはニッチジャンルや作家性の強い作品を育む土壌となり、商業アニメーションはその幅を更に広げていくことになる。
この後も続々と新作が発売され、1980年代後半からしばらくの間にかけて日本アニメの柱の1つになった。OVAは、作品そのものを購入できるような収入を持つ独身男性を主要購買層に定めた作品が多く、それらを対象にしたアニメは自然とOVAで発表されることが増えた。

### コンピュータグラフィックスの登場
コンピュータグラフィックス (CG) の利用は、1960年代から始まり、アメリカでは映画『2001年宇宙の旅』にも参加したジョン・ウィットニー（John Witney）が先駆者として評価され、1961年に『カタログ（Catalog）』を制作。日本でも、1967年11月に第1回草月実験映画祭において、山田学と月尾嘉男によるコンピュータ制御のプロッタで描画したアニメ『風雅の技法』を発表。日本初のCGアニメと目されている。黎明期のCGは表現力の乏しさから抽象的なアートアニメーション、計算に基づいたシミュレーションに用いられた。初期のコンピュータゲームも図形的なデザインによる、リアルタイムで生成されるアニメーションと見ることができる。
商業的な娯楽作品にCGを大々的に用いる切っ掛けとなったのは、1982年のディズニー制作のアメリカ映画『TRON』の登場が大きい。その影響からか、日本でもコンピュータを部分的に用いたアニメが登場するようになる。1983年には映画『ゴルゴ13』とテレビアニメ『子鹿物語』、1984年には映画『SF新世紀レンズマン』『超人ロック』などが制作された。これら1980年代前半の作品は話題性や新奇性による宣伝効果狙いを含んだ、実験的なものであった。

## 1990年代から現在

### デジタルアニメへの移行
従来のアニメは長い間、紙に描いた線画をセルと呼ばれる透明なシートに転写し、それを手作業で着色した上で、順番に取り替えながら撮影する制作方式だった。これは人海戦術的な方式でありながら技術も必要であり、その放送時間と比較して大変な労力を要した。CGもしばらくは特殊効果としての補助的な使用中心だったが、技術革新となったのは1990年代後半頃からのセルの廃止や3DCGである。セルの廃止は、原画を従来通り人間が手描きし、それをコンピュータに取り込んで以降の過程をコンピュータ上で処理する。着色はデジタル彩色となり、使用可能な色数はそれまでのアニメ専用絵具（アニメカラー）の80色程度から一気に1600万色となった。3DCGは原画段階から3Dモデリングを元にコンピュータが作画を行う。基本的に紙への作画はしないので、手書きとは質感が異なるものの、立体物などがリアルに表現できる。これらにより、フィルムでの撮影や編集もコンピューター上での作業に移行することになった。
ディズニーとピクサーは共同で、CGアニメ制作用システム、コンピュータ・アニメイテッド・プロダクション・システム (CAPS) を開発した。CAPSは、1989年の『リトル・マーメイド』で試験的に最後の一部に用いられ、続く1990年に公開された『ビアンカの大冒険』で全面的に採用となった。1991年には『美女と野獣』、1992年には『アラジン』にも用いられ、興行的にも成功を収めた。セルアニメーションで培われた技法と、CG独自のカメラワークや表現を違和感なくを調和させて、1992年にはアカデミー賞の最優秀科学技術賞を獲得した。さらに1995年にはピクサーが制作した3D-CGによる『トイ・ストーリー』が大成功を収める。フルCG映画の登場によりCGの話題性や新奇性は薄れ、CGは単なるアニメ制作の手法の一つとして定着していった。
日本でも1995年に最初の3DCG連続テレビアニメ『ビット・ザ・キューピッド』が放送開始された。新作アニメはセル非使用前提で開始されるようになり、セルの需要が減少したため、1997年に富士写真フイルムは利益の少ないセルの生産を停止、それを期に東映動画はほぼ全作品でセル非使用に切り替えた。2002年には旧来の長寿アニメの大半もセル非使用に切り替わった。そして、2013年に『サザエさん』もセル非使用に切り替わり、セルアニメは実験的作品を除いて消滅した。
デジタル化に伴い、ペンタブレットによる作画工程からのデジタル化や、デジタル通信ネットワークの利用による分業（日本国外などの下請けスタジオまで原画データをデジタル通信で送り、完成したデータもデジタル通信で受けとる）も広まった。21世紀前半には、トゥーンレンダリングなどで手書きの質感を3DCGで表現する試み、AIに作画させる試みも進んでいる。

### アニメ映画の拡大
1990年代には、アニメ映画の本数が増加し、ほぼ毎年のようにアニメ映画が日本映画の興行成績のトップに輝いた。1989年の『魔女の宅急便』を先駆けとして、1991年は『おもひでぽろぽろ』、1992年は『紅の豚』、1994年は『平成狸合戦ぽんぽこ』、1995年は『耳をすませば』、1999年は『劇場版ポケットモンスター 幻のポケモン ルギア爆誕』と、その年の日本映画の興行成績のトップを記録している。
1997年7月12日、宮崎駿監督の『もののけ姫』が公開し、すぐさま爆発的なヒットとなった。各週刊誌やスポーツ新聞には「もののけ妻」「おのろけ姫」「そこのけ姫」などの派生語が並び、昼のワイドショー番組では、「もののけ、もののけ！」としゃべる都内の女子高生が紹介された。観客層も幅広く、子連れの夫婦や普段アニメを観ないのではないかと推測される年齢の人々までも巻き込み、その影響は社会現象と評された。アニメ映画として初めて日本歴代興行収入第1位を記録し、日本映画史上初の配給収入100億円に到達した。
2001年7月12日、宮崎駿監督の『千と千尋の神隠し』が公開。未曾有の大ヒットとなり、公開後4ヶ月で『タイタニック』を抜いて、日本歴代興行収入第1位を記録した。最終的には、308億円という空前の興行収入を叩き出した。また、世界三大映画祭であるベルリン国際映画祭において最高賞である金熊賞を受賞し、翌年のアカデミー賞では、日本のアニメーション映画として初めてオスカーを獲得するなど、宮崎アニメは世界的名声を得た。以後、アニメーション映画は日本映画を代表する存在となっている。
2000年代になると、アニメなしでは日本映画は成り立たないとまで言われるほど、アニメ映画の比重が増加した。キネマ旬報によると、2002年度の日本映画の興行収入10位までの内6本がアニメで、1位と2位、4位、5位は全てアニメだった。
ただし上位のアニメ映画のほとんどはスタジオジブリ作品、『ドラえもん』『クレヨンしんちゃん』『名探偵コナン』『ポケットモンスター』に代表される子供向けテレビアニメ番組の新作を映画にしたもので、2010年代以降のように高年齢層を狙った作品や単発の作品が当たることはあまりなく、偏りがあった。アニメ映画は資本の回収が困難なことが多く、また、高年齢層のアニメ愛好者は劇場に足を運ぶよりは自宅でビデオで繰り返し見るほうを好んだため、製作側が自然とテレビアニメやOVAを重点に置き始めたためだと考えられる。　
教育用では、麻薬防止用の啓発ビデオ『ダメ。ゼッタイ博士のゼミナール』（1995年）や、税金・納税の義務・著作権・銀行・参政権 などの啓発・広報ビデオなど、アニメの使用は広がっている。教育映画は実写でのドキュメンタリー作品が中心で、従来、アニメの比率は高くなかったが、近年、割合は増えつつあり、歴史教育映画・番組でも、アニメを使用したものは多い。かつてアニメは幼児・低学年向けに限られていたが、中学生向け程度まではアニメ作品が創られるようになっている。

### 深夜アニメとインターネット配信
日本では1990年代後半から深夜帯の青年向けアニメが広まり始めた（深夜アニメ）。1998年頃から特定の層に需要を見込んだ採算性が注目されるようになり、テレビアニメの放送形態として一般化していった。この動きには、1990年代に製作委員会方式がアニメでも採用されだしたことが一因であると言われる。
深夜アニメにおける製作委員会方式とは、高年齢層向けの作品を高年齢層向けの時間帯に放送し、その宣伝効果でビデオソフトやキャラクター商品を売り上げ、制作資金を回収する方法が確立された。これにより、高年齢層向けの作品のテレビアニメも増えてきた。これらの作品は深夜帯や独立UHF局、BS局、アニメ専門のCS局、インターネット配信などの安い放送枠を狙って先行放送した直後にビデオソフト化し、話題になっているうちに販売するという販売戦略が採られている。
普及した要因としては、複数の企業が制作費を出し合う製作委員会方式によって制作費の調達が容易になったこと、少子化による玩具の売り上げ低下で玩具メーカーがスポンサーから撤退しゴールデンタイムのテレビアニメ放送が難しくなってきたこと、1995年の高年齢を狙ったアニメ『新世紀エヴァンゲリオン』の大成功、1997年頃に実用化されたコンピュータ彩色による制作費の低下・制作期間の短縮化、テレビアニメのビデオソフト化で制作費を賄う仕組みができたこと、そして地上波の深夜放送枠、ケーブルテレビ局、WOWOWノンスクランブル枠、独立UHF放送局、CS放送、BSデジタル放送、インターネットといった新たな放送枠が開拓されたことが挙げられる。
1990年代後半より少子化で子供向けアニメの需要が低下し、全日帯の自主規制も強まる中、アニメファン向けの映像ソフトなどの販売や世界展開などを見込んで製作側が時間帯を買い取るという形での深夜アニメが数多く作られた。その結果、2006年には全日帯のアニメ製作分数と深夜帯のアニメ製作分数がほぼ互角となるほどにまで深夜アニメが広がり、アニメバブルとも形容された。
こうしてニッチな客層に特化したことで、一部の国民的有名作品を除いて一般人の視界からアニメが消えることになったが、ビデオパッケージの販売が好調だったことに支えられ業界はうまく回り、深夜アニメから話題作が出るようになった。2000年代後半に動画サイトと海賊版の登場があり、DVD市場は焼け野原となるが、この状況を逆手に取って、『涼宮ハルヒの憂鬱』（2006年、京都アニメーション）が動画サイトの力で大ヒットを成し遂げた。
2000年代後半には京都アニメーションなど小規模のプロダクションがネットなどの口コミによりヒット作を輩出し、2011年のシャフトによる『魔法少女まどか☆マギカ』は地方での地上波放送が無かったにもかかわらず深夜アニメとしては異例の高視聴率を獲得、続く劇場版では深夜アニメ映画で初めて興行収入で20億円を突破した。
2000年代末期以降になると深夜アニメに対してほぼ黙殺を貫いていた主要メディアも存在を無視できなくなり、2010年代には『進撃の巨人』（2013年）などをこぞって取り上げるなど深夜アニメの大衆化が進んだ。『進撃の巨人』はキー局ではない深夜放送だが、コミックの売上が2013年上半期総合1位になり社会現象と呼ばれた。ユニバーサル・スタジオ・ジャパンなどにもアトラクションが設置されている。主題歌も月間カラオケランキングで総合1位になり、CDも売れ、NHK紅白歌合戦に出場している。また同年には『ラブライブ!』（2013年）も興行収入20億円を超え、同様に紅白歌合戦に出場している。
ただし放送数には地域によって差が見られ、2012年には独立局で放送の深夜アニメを含めると最多の東京都とその電波が届く地域では145本が放送されたのに対し、地方を中心に全く放送されなかった地域もある。地上波ではこのような状況であるが、インターネットや衛星放送により地方での格差は是正されている傾向にあり、各種動画サイトやBS11では積極的に深夜アニメの放送、配信を行っている。
深夜アニメや、2010年代に台頭したNetflixオリジナルアニメなどを始めとするWebアニメの制作数拡大により、21世紀には狭義のOVAは衰退し、ネット配信に移行している。

### 国によるアニメ産業育成
1977年から、文化庁は毎年数作品の「こども向けテレビ用優秀映画」を選定し、テレビアニメに製作援助金を交付する制度を開始した。1998年には一般向け作品を含む「文化庁優秀映画作品賞」に統合された。
2004年5月、アニメや漫画など日本のソフト産業の保護・育成に官民一体で取り組む為の「コンテンツ促進法」 の法案が自民党、公明党および民主党の3党共同で提出され、法案審議は全会一致で可決している。その後、2020年1月までに2度の改正が行われているものの、現行法として機能し続けている。
しかし一連の「クールジャパン」事業による政府の支援は現場に届いていないとされる。

## 日本国外への輸出の歴史
日本アニメの主な輸出先は北米で、金額では過半数を占めると言われる。しかし、日本のアニメは、北米だけではなく、フィリピン、韓国などの東・東南アジア地域、南米、当時社会主義国時代だった東欧諸国を含むヨーロッパ、オーストラリア、ロシアなど、全世界で放映されており、それらの国の映像文化・児童文化に与えた影響は非常に大きい。ただし、放映状況については明確な統計もなく、それぞれの製作プロダクションにもはっきりとした記録が残っていない場合が多い。本小項目内では、主に北米向けの輸出状況について述べ、分かる範囲で他国の状況をも列挙する。
本格的なアニメの輸出は、1963年、アメリカ合衆国で『鉄腕アトム』が放映されたことに始まる。『鉄腕アトム』は現在までに30か国以上で放映された。これを皮切りに、1970年代までにかけて『ジャングル大帝』、『エイトマン』、『マッハGo Go Go』、『科学忍者隊ガッチャマン』、『宇宙戦艦ヤマト』などがアメリカ合衆国で放映された。また、アメリカ向け専用番組の下請け制作も広く行われた。
これら日本のアニメの進出に対し、明確な拒否反応を示した国もいくつかあった。ほとんどの国での拒否的反応の理由は、古くから日本でも行われた批判と同じで、暴力的であり、性的な表現を含む、というものだった。国によってはそれなどには過敏に反応し、かなり大きな内容の変更が行われた場合もある。ただし、いずれにしても、当時主な視聴者であった子供らからははっきりとした拒絶はされず、ほとんどの国では現在でも同じように日本製アニメが放映されている。
外国で放映されたテレビアニメは、日本製であることを隠すため、スタッフ名が削除されたり、現地風の名前に差し替えられて放映された作品もある。また、内容が現地に合わせて改変されるのは恒常的に行われた。例えば、前述の『科学忍者隊ガッチャマン』では、アメリカ放映の際、戦闘場面が暴力的であるという理由で削除され、関係ないロボットを登場させたり、別ストーリーを構成したりして放映時間を調整した。
また、ある国で受け入れられた作品が他国でも人気になるとは限らなかった。例えば『超電磁マシーン ボルテスV』は、フィリピンでは主題歌が軍歌に採用されるほどの大成功を収めた。日本風の生活風景の出るもの（『ドラえもん』）や、特定の国を扱った作品（『ベルサイユのばら』）は、国によって受容されるかどうかが明確に違う。
1980年代になると、アメリカでは日本と同じように、玩具を売るためのアニメの製作が盛んになり、日本のスタジオも下請けの形でこれらの作品製作に加わった。実際にはほとんどを日本で製作した作品が多い。ただし、元となる玩具販売がアメリカ国内限定という事情もあり、これら作品のほとんどは日本では放映されていない。例外として『戦え!超ロボット生命体トランスフォーマー』は、アメリカ向けに製作された玩具販促アニメであるが、日本に逆輸入されて放映された。
この時代になると、アメリカの日本アニメの愛好者団体の活動（ファンサブ）が活発化してくる。最古参のファンによればこれらの団体は北米で家庭用ビデオデッキが販売されてすぐ、1976年に活動を始めた。起源については、ロサンゼルスのアジア人向けUHF局が流していたロボットアニメを鑑賞する会から始まったという説がある。当時から、日本製アニメに対してanimeという語が使われていたという。
一方、ヨーロッパでは、1978年からフランスの子供番組内で日本のテレビアニメの放映が始まり、人気を博した。アメリカと異なり、フランス語のアテレコだけでほぼオリジナルのまま放送された。子供たちには圧倒的な支持を得たが、描写が暴力的で下らないとして大人からの批判が高まり、1990年代末に番組は終了したが、同じころ、フランス以外の国々でも放送され、多くのアニメファンを育てた。フランスでは、この当時アニメを見て育った世代は、番組のパーソナリティーの名前を冠して「ドロテ世代」と呼ばれている。
日本アニメの日本国外での評価と進出は、1989年12月の『AKIRA』の北米公開を境に大きく変化する。当初ハリウッドではこの映画はあまり注目されず、北米での配給権を買ったのは中小の配給会社だった。しかし、各地の芸術系映画専門館で巡回的に公開する策が功を奏し、観客や批評家に日本のアニメは芸術的なものがあるという印象を与えることに成功した。『AKIRA』は、ヨーロッパでも同様の公開方式を採り、こちらでも同様の印象を与えることに成功した。
1992年から1993年にかけ、『超神伝説うろつき童子』が、イギリス、アメリカで劇場公開された。この作品は成人アニメである。日本では特に評判の高い作品ではなかったが、そのようなアニメ作品に見慣れていなかったヨーロッパ人、アメリカ人には衝撃的な作品であり、おびただしい数の批判が寄せられた。また、一時期、animeはそのような成人アニメの代名詞ともなった。ただし、日本国外でこの作品と同程度の印象を与えた成人アニメ作品は、この後は出ていない。
1995年以降、日本のアニメシリーズがほぼそのままの形で放映される形態での輸出もされるようになった。ただし、国によっては相変わらず大きな改変がされることも多い。特に、通常のテレビで子供が直接見る時間帯に放映されるものに多い。この時代から輸出されるようになった作品に、『美少女戦士セーラームーン』、『ドラゴンボール』、『遊☆戯☆王』などがある。1996年の『攻殻機動隊』はアメリカではタブーの表現に切り込み大ヒットし、アメリカのビルボードでビデオソフト週間売り上げ1位をとったことも、アニメ輸出へ有利に働いた。なおビルボードで日本の映像作品がビデオ販売1位となったのはこれが初めてである。
1999年には新たな転機があった。前年から放映されていた『ポケットモンスター』が全米を初めとして世界各地で大成功を収めた。映画版『ポケットモンスター』と、映画『リング』のハリウッドリメイク版『ザ・リング』の成功から、日本映画、特にアニメ作品への注目が高まった。これらの作品の成功により、ハリウッドの映画会社の中では、日本映画や日本アニメの専門部署を設け、北米向け輸出や改作が可能な作品がないか検討を始める所も出た。この頃、アニメのアメリカへの輸出量は、前年比で3倍まで増え「ジャパニメーション」の言葉とともに広まった。しかしその後の伸びは鈍化し2000年代後半には「ジャパニメーション」ブームは終わった。
また、中国政府は自国のアニメを発展させるため、ゴールデンタイムの時間帯の外国制作のアニメの放映を禁止し、さらにアニメ放映の約8割以上を自国制作のアニメにする措置を2006年9月から行うと発表した。2007年の『名探偵コナン』を最後に中国国内での日本の新作アニメのテレビ放送は行われていなかったが、2021年に『はたらく細胞』のテレビ放送が決定した。

## 年表

### 1900年代
- 1907年頃

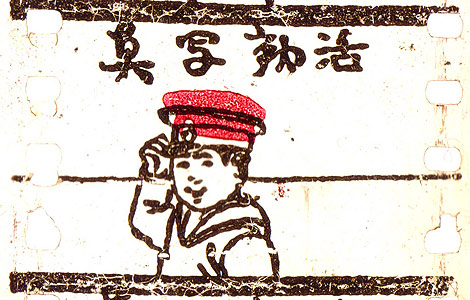
『活動写真』

  - 『活動写真』 日本最古とされるアニメーションフィルム。制作者不明。個人観賞用に制作されたと推測されている。2005年に京都市内の旧家で発見された。

### 1910年代
- 1917年
  - 1月『凸坊新画帖 芋助猪狩の巻』（下川凹天）日本で最初に劇場公開されたとされるアニメーションの無声映画（フィルムの存在は確認されていない）。
  - 2月上旬『凸坊新画帖 名案の失敗』（下川凹天）
  - 4月『芋川椋三玄関番の巻』（下川凹天）かつて日本初のアニメーション映画とされた無声映画。
  - 4月28日『茶目坊新画帳 蚤夫婦仕返しの巻』（下川凹天）
  - 5月20日『猿蟹合戦（サルとカニの合戦）』（北山清太郎）
  - 6月30日『塙凹内名刀之巻（初公開時はなまくら刀）』（幸内純一）劇場公開された上映時間5分の日本の無声アニメ映画。フィルムの存在は未確認だったが、2007年7月、大阪市内の骨董市で小型映写機とフィルムの中に含まれていたのを発見。同時に『浦島太郎』なども発見される。
- 1918年
  - 『浦島太郎』（北山清太郎）

### 1920年代
- 1924年
  - 『兎と亀』 完全な形で残る日本アニメとして最古[49]。
- 1926年
  - 『煙り草物語』 フィルムが現存しているものとしては日本最古の実写合成アニメーション映画（未公開）。
- 1927年
  - 『鯨』 全体の一部ではあったが、日本で初めてセル画が使われる。

### 1930年代
- 1930年
  - 『難船ス物語第壱篇・猿ヶ嶋』 政岡憲三が独立後に製作した初のアニメ映画。
  - 『煙突屋ペロー』。反戦を訴えながら、検閲でその部分が削除され戦争賛美映画にされてしまった影絵アニメーション映画。1987年に完全復元。
- 1931年
  - 『難船ス物語第弐篇・海賊船（海の冒険）』 前年に製作された「難船ス物語第壱篇」の続編。
- 1932年
  - 『力と女の世の中』 日本初のトーキーアニメ映画。
  - 『すヾみ舟』 日本初のアダルトアニメ。アニメーション黎明期の作家・木村白山（生没年不詳）が三年の歳月をかけて自主制作したといわれる。しかし完成直後に非合法なわいせつ映像として摘発・押収されたため、フィルムの存在は長らく未確認だったが、2017年に東京国立近代美術館フィルムセンター（現・国立映画アーカイブ）に押収版とみられる2バージョンの35mmフィルムが寄贈された。
- 1933年
  - 『動絵狐狸達引』
- 1935年
  - 『のらくろ二等兵』

### 1940年代
- 1943年
  - 松竹動画研究所の政岡憲三が『くもとちゅうりっぷ』を製作・公開。戦時下で製作された、極めて芸術性の高い小品。公開当時は戦争の真っ只中であり、大阪の映画館1館のみでしか上映されなかったとされる。
  - 『桃太郎の海鷲』 国策長編アニメ。
- 1945年
  - 『桃太郎 海の神兵』 『桃太郎の海鷲』の姉妹作品。戦意高揚であるが、技巧や芸術性では戦前の長編アニメの最高峰とされる。また手塚治虫に大いに影響を与えた。
  - 10月、新日本動画社設立。翌11月、同社を日本漫画映画社に改組。
- 1947年
  - 『すて猫トラちゃん』 ダイナミックな動きで当時の作画技術の高さを伝える。
- 1948年
  - 日本動画社（後の東映動画の母体）が、日本漫画映画社から独立して、設立される。

### 1950年代
- 1956年
  - 映画会社東映（本社）が、日本動画を吸収合併し、東映動画（現・東映アニメーション）を設立。翌年、東京練馬区大泉にスタジオ建設。大塚康生、高畑勲、宮崎駿ら、後に巨匠となる多くのアニメーターが巣立っていった。
- 1957年

  - 10月1日、『漫画ニュース』が日本テレビで放送が始まる。国産の最初期のテレビアニメであると考えられる。
- 1958年
  - 7月14日、『もぐらのアバンチュール』が日本テレビにて放映される[24][21]。国産初のカラーのテレビアニメであると考えられる。同年10月15日に再放送。
  - 10月22日、『白蛇伝』 日本最初の劇場用長編カラーアニメ映画。東映動画制作（練馬区）。
- 1959年
  - 『ヤン坊マー坊天気予報』 オープニングにアニメーションを使った気象情報番組。
  - 『少年猿飛佐助』（東映動画制作）。白蛇伝に続くオールカラー長編アニメ第二弾。檀一雄の新聞小説が原作。米国にも配給され、1960年、ヴェネツィア国際映画祭の児童映画部門でグランプリに輝く。

### 1960年代
- 1960年
  - 久里洋二、柳原良平、真鍋博らがアニメーション三人の会を結成。草月ホールで第1回発表会を行い、これより以後、草月ホールで個人作家によるアニメイベントが始まる。
  - 『新しい動画 3つのはなし』（NHK） 国産アニメ番組（30分、放送回数1回）。実際は、3つの童話を基にした短編アニメ作品を、中村メイコのジョッキーや実写パートによってつなぐ構成。
- 1961年
  - 『インスタントヒストリー』（おとぎプロ制作、1961年5月8日 - 1962年2月24日） 日本初の国産短編（1分間）連続テレビアニメ。ただ、新聞のテレビ欄には読売が毎回載せ、朝日が数回載せた他は、毎日、日経は掲載しなかった。
  - 手塚治虫が、練馬区富士見台に手塚治虫プロダクション動画部設立。
- 1962年
  - 毎日映画コンクールで大藤信郎賞が始まる。
  - 手塚治虫プロダクション動画部が、虫プロダクションとして正式に設立（1962年6月）。
  - 吉田竜夫が東京都武蔵野市にタツノコプロ設立。
- 1963年
  - 1月1日、『鉄腕アトム』（鉄腕アトム (アニメ第1作)）- 日本初の本格的なテレビアニメ。テレビアニメの基本形態を作り、日本におけるテレビアニメシリーズの嚆矢とされている。1966年12月31日まで放送。全193話。一部カラー制作されたが、放送はモノクロ。
  - 3月24日、『わんぱく王子の大蛇退治』古事記に基づく東映動画制作の劇場用アニメ映画。大蛇と天早駒にまたがるスサノオの空中戦は300カット、動画1万枚を超える画期的なものであった。
  - 4月7日、『銀河少年隊』（虫プロダクション） NHKとしては、初の国産テレビアニメシリーズ。ただし竹田人形座繰演の人形劇との組み合わせであった（画面合成ではない）。
  - 9月4日、『仙人部落』 フジテレビで放送された世界初の深夜アニメ。
  - 10月20日、『鉄人28号』 世界初の巨大ロボットアニメ。
  - 11月8日、『エイトマン』 テレビ局とスポンサー主体でタイアップ製作された最初のアニメ作品
  - 11月25日、『狼少年ケン』 東映動画初のテレビアニメーションでもある。連続テレビ小説『なつぞら』では『百獣の王子サム』となっている。
  - スタジオ・ゼロ設立。
  - この年又はその前後あたりから「第一次アニメブーム」が始まったとされる。
- 1964年
  - 東京ムービー（現:トムス・エンタテインメント）設立（8月）。10月、杉並区東田町に移転。
- 1965年
  - 虫プロは1時間枠の隔週放送で26本の「毎回異なる原作漫画」のアニメ化番組（虫プロ・ランド）を企画したが結局実現できず中止、完成した「新宝島」（スティーブンソン「宝島」の翻案作品）1本だけが1月3日に放映された。
  - 『ドルフィン王子』（4月から全3話）、『ジャングル大帝』（10月から全52話）。日本初のカラーテレビアニメシリーズ。放送開始時期はドルフィン王子が先行するが、全3話放送だったため、ジャングル大帝が日本でのカラーテレビアニメシリーズの創始とされる。
  - 『宇宙人ピピ』 NHKで放送された日本初の実写とアニメの画面合成によるテレビドラマシリーズ。
  - 『オバケのQ太郎』 当時のSFヒーローもの全盛の中で、社会現象と言われるほど成功したギャグアニメ。
  - Aプロダクション（現・シンエイ動画）設立。
- 1966年
  - 『魔法使いサリー』 世界初の魔法少女アニメ。日本初の少女向けアニメ。
  - 『おそ松くん』放送開始。赤塚不二夫原作によるギャグ漫画をアニメ化。制作は毎日放送。在阪局初制作によるアニメ作品。
- 1967年
  - 『黄金バット』放映開始。よみうりテレビの初制作アニメ作品。作画を韓国で行う海外外注の始まり。
  - 『マッハGoGoGo』放映開始。
  - 『リボンの騎士』放映開始。
  - 『パーマン』放映開始
- 1968年
  - 『巨人の星』 「スポ根」という分野を確立したテレビシリーズ作品。放映は3年間にわたる。
  - 東映動画から『太陽の王子ホルスの大冒険』公開。
  - 『ゲゲゲの鬼太郎』放映。後にリメイクを繰り返し、21世紀まで続く。
- 1969年
  - 『ひみつのアッコちゃん』放映開始。
  - 『もーれつア太郎』放映開始。
  - 『六法やぶれクン』 名古屋テレビの制作による地方局制作深夜アニメ第1号作品（製作は東京ムービー）。また、在京・在阪局以外の制作によるテレビアニメとしても初となる。
  - 『サザエさん』放映開始。50年以上放送している日本の最長寿アニメであり、2013年にギネス認定された。
  - 堀江美都子が『紅三四郎』の主題歌で、嶋崎由理が同副主題歌でアニメソング・デビュー。
  - 『アタックNo.1』放送開始、女子向けスポ根アニメの草分けとなる。また、同番組の主題歌で大杉久美子がアニメソング・デビュー。
  - 『ムーミン』 「世界名作シリーズ」の皮切りとなった作品。ただ企画段階で原作とは雰囲気の違う作品になったため、作者のトーベ・ヤンソンが日本以外では放送しないという条件でアニメ化を認めた経緯がある。

### 1970年代
- 1970年
  - 『あしたのジョー』放映開始（虫プロダクション）。出崎統が独特の演出を展開していく。
  - 『みなしごハッチ』放映開始（タツノコプロ）。
  - 『いなかっぺ大将』放映開始（タツノコプロ）。
- 1971年
  - 水木一郎が『原始少年リュウ』の主題歌でアニメソング・デビュー。
  - 大人向けアニメを目指し『ルパン三世』放送開始（東京ムービー）。初回放送の視聴率は振るわず打ち切りとなったが、再放送を重ねるごとに人気が上がっていく。
  - 『天才バカボン』第1作放送開始（東京ムービー）。オープニングのシュールな歌詞がヒット。一方、クレームにより原作が大きく改変された。
  - 『珍豪ムチャ兵衛』が1971年2月15日からTBS系で放送開始。20世紀の日本でかつ30分枠では最後の白黒アニメ。2015年7月から『暗闇三太』が放送されるまでテレビ放送された最後の白黒アニメだった。
  - 谷岡ヤスジ原作のカルト映画『ヤスジのポルノラマ やっちまえ!!』公開。過激な内容から1週間で打ち切りとなり、後に制作会社である東京テレビ動画の倒産を招いた。その後、リバイバルを経て2019年に初ソフト化、権利所在が不明なアニメ映画の商用利用が実現した画期的事例となる。
  - 『ふしぎなメルモ』放映開始。朝日放送の初制作アニメ作品。
- 1972年

  - 『海のトリトン』（富野由悠季の初監督作品）放送。日本で初めてアニメのファンクラブが作られるなど、アニメブームの先駆けとなった。
  - 『科学忍者隊ガッチャマン』放送開始。タツノコプロを代表するヒーローアニメの一つ。
  - 『デビルマン』放送開始。永井豪原作による初のアニメ作品だが、実際には漫画版とテレビ版が異なるストーリーをほぼ同時に展開。夜8時以降の放送（『人造人間キカイダー』とのペアで『8時だョ!全員集合』にぶつけられた）もアニメシリーズとしては初めて。
  - 『アストロガンガー』放送開始。巨大ロボットの中に人が入って戦うというスタイルの初出。
  - 『冒険コロボックル』放送開始。日本の児童文学を原作としたテレビアニメの先駆け。
  - 『ど根性ガエル』放送開始（東京ムービー）。
  - 『マジンガーZ』放送開始。巨大ロボットアニメブームの引き金となる。
  - マッドハウス、有限会社サンライズスタジオ設立。
- 1973年
  - 『ドラえもん』が初アニメ化されるが、制作会社日本テレビ動画の倒産が原因で26話で打ち切りになる。権利関係と原作者の意向によりある時期から再放送は行われなくなり幻の作品となっている。
  - （旧）虫プロダクションが最後のテレビ作品『ワンサくん』（関西テレビの初制作アニメ作品としても知られる）の打ち切りと共に破綻。
  - ささきいさおが『新造人間キャシャーン』の主題歌でアニメソング・デビュー。
- 1974年
  - カルピス劇場として『アルプスの少女ハイジ』放送。高畑勲のテレビにおける出世作となる。のちの世界名作劇場の基礎を確立。
  - 超合金マジンガーZの大ヒットをきっかけに玩具メーカーがアニメのスポンサーとして力を入れるようになる。
  - 『ゲッターロボ』放送開始。変形・合体ロボット・アニメの元祖となるが、玩具はアニメのように合体できなかった。
  - 玩具メーカー主導で『グレートマジンガー』放送開始。
  - 『てんとう虫の歌』放映開始（タツノコプロ）。
  - 『宇宙戦艦ヤマト』放送開始（オフィス・アカデミー）。全39話予定だったのが26話に削られるが、のちの再放送で徐々に人気を上げていくことになる。
- 1975年
  - 日本アニメーション制作の世界名作劇場シリーズとしては第1作となる『フランダースの犬』放送。アニメ版完結前に絵本や児童書で結末を知った視聴者から「主人公を助けて」という嘆願書が殺到し、最終回は30%以上の視聴率を記録。
  - 1月7日、『まんが日本昔ばなし』放送開始。以後、1994年8月27日まで約20年にわたって放送された。
  - 4月7日、『ガンバの冒険』放送開始。日本の児童文学を原作とした初期のテレビアニメのひとつ。
  - 10月4日、『タイムボカン』放送開始。タイムボカンシリーズの始まり。
  - 10月6日、『元祖天才バカボン』放送開始。
- 1976年
  - 『キャンディ・キャンディ』が少女向けアニメとして空前の大ヒット。主題歌レコードがミリオンセラーに。
  - 『超電磁ロボ コン・バトラーV』放送開始。のちに言う長浜ロマンロボシリーズ第一作。玩具メーカーが企画・デザイン段階から参加し、玩具をテレビと同じように変形・合体させられるロボットが誕生。本編の合体シーンも玩具宣伝を兼ねていた。
- 1977年
  - 8月6日、『宇宙戦艦ヤマト』を再編集した（一部のカットは新作）劇場版宇宙戦艦ヤマトが5館で限定公開。やがて全国ロードショーになり、空前のアニメ・ブームを巻き起こす。主題歌も録音の3年後にしてオリコン1位を記録。
  - 『ジェッターマルス』放送。『鉄腕アトム』のリメイク版として企画されるも、手塚の状態（過去の作品の権利帰属に関係する裁判等）などから断念。だが、設定や登場人物等に類似度は高く、主役の声優も同じ。エピソードの中には全く同じ内容のものもあった。
  - 8月、アニメや漫画・劇画がNHKラジオ第1放送等で次々とラジオドラマ化（『宇宙戦艦ヤマト』、『フットボール鷹』、『ゴルゴ13』、『ブラック・ジャック』等）。
  - 『テレビランド』増刊号として発行された『ロマンアルバム 宇宙戦艦ヤマト』の好評により『ロマンアルバム』がシリーズ化され、翌年の『アニメージュ』創刊に繋がる。
  - 『ルパン三世 (TV第2シリーズ)』放送開始。角川映画のBGMで一躍有名になった大野雄二が音楽を担当。OPとEDにもインストゥルメンタル曲を使用し、一線を画す。以後、番組のロングランに伴い、同作品のサウンドトラックLPが毎年発売されるようになる（1枚目は1978年1月発売）。翌1978年からアニメ映画シリーズも開始し長期シリーズに。
  - 12月、ニッポン放送が『オールナイトニッポン』枠でラジオドラマ版『宇宙戦艦ヤマト』を一挙生放送（上記のラジオドラマとは異なる）。『交響組曲 宇宙戦艦ヤマト』（『宇宙戦艦ヤマト』のBGMをフルオーケストラ用にアレンジしたもの）をバックにオリジナル声優たちが生放送で演技した。
  - 12月、月1話1時間という特異な形式のアニメ『野球狂の詩』が放送される。OPやBGMにスキャットを使用。
  - 『宇宙戦艦ヤマト』劇場版公開以前から数度にわたってヤマト特集を組んでいた月刊『OUT』にアニメ関連のページが次第に増えて行き、結果的にアニメ雑誌の先駆けとなる。
  - 東映アニメーション・ファンクラブ設立。同社の新旧アニメ作品の設定資料や台本の写し等をファンに提供し、イベントを開催してオリジナルのセル画も販売。
  - 声優養成学校誕生。
  - この年又はその前後あたりから「第二次アニメブーム」が始まったとされる。
- 1978年
  - アニメ関連のイベントがデパート屋上等で次々と開催されるようになる。
  - アニメや漫画・劇画を原作とするラジオドラマに独自の主題歌・挿入歌が付くようになり（『科学忍者隊ガッチャマン』、『火の鳥 鳳凰編』等）、ラジオ版を再編集したドラマ編LPも続々発売（『火の鳥 鳳凰編』、『クイーン・エメラルダス』等）[注釈 4]。
  - 前年発売の『交響組曲 宇宙戦艦ヤマト』の成功によって次々と旧アニメ・特撮作品のBGMが音盤化（オリジナル・サウンドトラックあるいはオーケストラによる新録音）され、新作においては音盤化を前提としたステレオ録音によるBGM制作が行われるようになる。
  - 『宇宙海賊キャプテンハーロック』放送開始。主題歌のカラオケを60人あまりのフルオーケストラで録音。BGM集『交響組曲 宇宙海賊キャプテンハーロック』もオリコンLPチャートで最高9位を達成。
  - NHKとしては初のオリジナル・アニメシリーズ『未来少年コナン』（宮崎駿の初監督作品）が放送開始。
  - 日本アニメーション・ファンクラブ設立。会誌で『未来少年コナン』の設定資料等を配布。
  - 『科学忍者隊ガッチャマン』が再編集され劇場公開。BGMはテレビ版とは異なり、すぎやまこういちが新たに作・編曲、NHK交響楽団が演奏した『交響組曲 科学忍者隊ガッチャマン』を使用。すぎやまは続けて、『科学忍者隊ガッチャマンII』でも主題歌・挿入歌を担当。
  - 劇場用新作『さらば宇宙戦艦ヤマト 愛の戦士たち』が公開、興行収入43億円、配給収入21億円という日本アニメ映画史上記録的な大成功を収める。以降、中高生以上を対象とした劇場向け長編アニメが次々と作られるようになる。
  - 『アニメージュ』（徳間書店）創刊。
- 1979年
  - 声優による初アルバムがリリース (富山敬)。富山は『ザ☆ウルトラマン』でも挿入歌を歌った。
  - 毎年5月第1週の「マンガ番組」数、この年が（2005年時点で）史上最高の125本（再放送含む、ビデオリサーチ『視聴率年報』より）。
  - 1978年に放映された『銀河鉄道999』が映画化され、配給収入16億円とアニメ作品としては初めて1979年度の邦画年間配給収入第1位を記録する。
  - 『ドラえもん』、放送局、キャスト、スタッフ、制作会社などを一新し新シリーズ放送開始。大ヒットし国民的キャラクターとなる。最高視聴率は31.2%。
  - 『機動戦士ガンダム』（ガンダムシリーズ）の第1作放送。初回放送の視聴率は振るわなかったが、再放送を重ねるうちに人気が上がり、劇場版が公開されたことで人気爆発。以降、シリーズ化され、40年以上にわたって新作が制作され続けている。
  - 『ルパン三世 カリオストロの城』（宮崎駿の劇場映画初監督作品）が公開。
  - アニメグランプリが開始。

### 1980年代
- 1980年
  - 声優ストライキの成果で、アニメの再放送においても出演料が認められるようになる。
  - 3月15日、劇場アニメ『ドラえもん のび太の恐竜』が公開される。
  - 『鉄腕アトム』のカラー版が制作され、日本テレビ系で放送。
- 1981年
  - 劇場アニメ『じゃりン子チエ』（高畑勲監督作品）が公開。映画公開から半年後、一部映画版と同一キャスティングにより毎日放送の制作でテレビアニメとして放送開始。
  - 『Dr.スランプ アラレちゃん』が好調なスタートを切る。最高視聴率は36.9%と、社会現象を巻き起こした。週刊少年ジャンプ・フジテレビ・東映動画は定番トリオとなる。
  - 『うる星やつら』放送開始。ラブコメアニメの決定版。
- 1982年
  - 『魔法のプリンセス ミンキーモモ』。葦プロダクション（現：プロダクション リード）制作の魔法少女アニメ。新体操のリボン演技をモチーフにした変身シーンは、その後の魔法少女アニメに大きな影響を与えた[50]。
  - 3部作「超時空シリーズ」の一環として第1作『超時空要塞マクロス』放映開始。河森正治、板野一郎、美樹本晴彦をはじめとするアニメスタッフによる独特な世界観やアニメーション、バルキリーの3形態可変ギミックなどはその後に続く「マクロスシリーズ」の礎となり、ロボットアニメの代表作の一つとなった。庵野秀明ら後のガイナックス創設メンバーも参加している。
- 1983年
  - 土田プロダクション制作の『キャプテン翼』放映開始。テレビ東京開局以来のヒットとなり、サッカーアニメの代表作となった。
  - 『ダロス』 日本初のOVA。制作：スタジオぴえろ。46話で打ち切りが決まっていた「魔法のプリンセス ミンキーモモ」の後番組として制作されていたが、打ち切り撤回に伴ってテレビシリーズとしての放映枠を失った後、OVAとしてリリースされた。
  - 『魔法の天使クリィミーマミ』が日本テレビにて放送開始。スタジオぴえろによる魔法少女アニメの第一作。
  - 『幻魔大戦』（角川アニメーション映画） 平井和正と石ノ森章太郎の原作がアニメ化。監督はりんたろう。のちに頭角を現すことになる大友克洋がキャラクターデザインを担当した。
- 1984年
  - 劇場作品『うる星やつら2 ビューティフル・ドリーマー』公開。虚構と現実をテーマにした押井守の原点・出世作となる。配給元は東宝。
  - 日本アニメ大賞が開始。
  - 『北斗の拳』放送開始。「お前はもう死んでいる」など、数々のセリフが流行語になる。
  - 7月、前述のテレビアニメ『超時空要塞マクロス』の設定を一部変更して映画化、劇場アニメ『超時空要塞マクロス 愛・おぼえていますか』として東宝配給により公開。作中に登場するアイドル歌手のヒロイン「リン・ミンメイ」役の担当声優である歌手・飯島真理による主題歌『愛・おぼえていますか』と合わせて大ヒット。また、大阪・名古屋地区では前倒し公開する事態となった。
  - 宮崎駿の劇場作品『風の谷のナウシカ』が公開される。配給元は東映。
  - 『くりいむレモン』などに代表される、成人を対象したOVAアダルトアニメが発売され始める。
  - ガイナックスが設立。
- 1985年
  - 第一回広島国際アニメーションフェスティバル開催。
  - あだち充原作の『タッチ』放送開始。青春アニメに新たな金字塔を打ち立てた。
  - 『戦え!超ロボット生命体トランスフォーマー』 トランスフォーマーシリーズの第一作。
  - スタジオジブリ設立。
- 1986年
  - スタジオジブリの第1作となる劇場作品『天空の城ラピュタ』が公開される。監督は宮崎駿。
  - 『ドラゴンボール』放送開始。『ドラゴンボールZ』『ドラゴンボールGT』と合わせて10年以上にわたり放送される。
  - 『うる星やつら』の後継番組として同じ高橋留美子原作の『めぞん一刻』がフジテレビで開始。
  - 車田正美原作『聖闘士星矢』がテレビ朝日で放送開始。"装着もの"というジャンルを築き、その後影響を受けた作品が登場する。
  - ピクサー・アニメーション・スタジオ、STUDIO 4℃が設立。
- 1987年
  - 5月 アニメ『うる星やつら』全話を収録したLD50枚組のソフトがキティレコードより発売。LD-BOXと呼ばれる商品形態の第1号。
  - 香港で『天空の城ラピュタ』が公開され、その年に公開された外国映画の中では、興行成績2位にランクインした。
  - アイジータツノコ（現・Production I.G）、ブルースカイ・スタジオが設立。
- 1988年
  - 『機動戦士ガンダム 逆襲のシャア』公開、『機甲戦記ドラグナー』終了でリアルロボットブームに一区切り。一方、OVAシリーズとして『機動警察パトレイバー』が始まり、多くの視聴者を獲得する。この作品の成功により、アニメをビデオのみで売るというOVAの手法が商売として成りたつことが証明されるとともに、それまでまちまちだったOVAの製作・販売形態も1本30分弱・価格は5,000円前後という形に収斂されていくこととなる。
  - 『となりのトトロ』、『火垂るの墓』が二本立てで上映される。興行的には不振だったが、テレビ放送やビデオ販売が好調で、国民的映画となる。
  - 『それいけ!アンパンマン』 未就学児童を中心に圧倒的な人気を博し、現在まで続く長寿番組となる。
  - 『ビデオ絵本』 当時としては異例の、1本980円の低価格ビデオソフトとして話題になり、年内に累計100万本を売り上げた。
  - 大友克洋の劇場作品『AKIRA』が公開。製作費に異例の10億円を投じた大作で、日本よりもアメリカで成功し、その後の日本アニメの国外への進出の足がかりを作った。
- 1989年
  - 宮崎駿監督作品『魔女の宅急便』が公開。初めてスポンサーの付いた単発の劇場アニメ作品でもある（ヤマト運輸特別協賛[注釈 5]）。配給収入22億円と『さらば宇宙戦艦ヤマト』の記録を抜いてアニメーション映画の歴代興行収入第一位を記録する。
  - 浦沢直樹原作の『YAWARA!』放送開始。
  - TBSの情報バラエティ番組『ギミア・ぶれいく』内で藤子不二雄A原作の『笑ゥせぇるすまん』放送開始（シンエイ動画制作）。大人向けアニメとして企画されるも、子供にも大人気となった。

### 1990年代
- 1990年
  - この年、「マンガ番組」の年間平均視聴率が1978年以後で史上最高の9.7%（ビデオリサーチ調べ、関東地区）。
  - 『ちびまる子ちゃん』 アニメ本編とともに、B.B.クィーンズが歌うエンディングテーマ『おどるポンポコリン』も人気を博し、第41回NHK紅白歌合戦でも歌われた。最高視聴率は39.9%。この年の流行語大賞金賞に「ちびまる子ちゃん現象」が選ばれた。
  - 『ふしぎの海のナディア』放送開始。ガイナックスがテレビアニメ参入。
  - 『勇者エクスカイザー』 放送開始。長期に渡る「勇者シリーズ」の始まり。
- 1991年
  - ケーブルテレビ局向けにアニメを中心とした子供向け番組の配信を行う「キッズステーション」が運営開始。
  - 5月21日 アニメ版炎の転校生が世界初のオリジナルLDアニメーション (OLA) として発売される。
- 1992年

  - 『美少女戦士セーラームーン』、『幽☆遊☆白書』放送開始。のちに原作者が結婚する両作品は本来のターゲット層以外にも大きいお友達に人気となる。
  - 宮崎駿監督作品『紅の豚』が公開。配給収入27億円と二作続けてアニメーション映画の歴代興行収入第一位を記録する。
  - 『クレヨンしんちゃん』放送開始。下ネタが多く、子供に見せたくないアニメとして親世代からはたびたび槍玉に挙がったが、大ヒット。
  - 『みかん絵日記』放映開始。中部日本放送（当時、現・CBCテレビ）の初制作アニメ作品。
- 1993年
  - 『忍たま乱太郎』放送開始。現在まで続くNHK教育(放送初期は総合)の長寿アニメ。
  - 『しましまとらのしまじろう』放送開始。テレビせとうち制作による未就学児童向け長寿アニメシリーズの第1シリーズ。
- 1994年
  - ディズニーの大ヒット映画『ライオン・キング』（アメリカ）に手塚治虫の『ジャングル大帝』からの盗作疑惑発生（CNN報道による）。
  - 日本最大のアニメ関連企業の集積地、東京練馬区にアニメミュージアムの建設を目指し、NPO法人「アニメミュージアムの会」が設立される。
  - 雑誌「声優グランプリ」（主婦の友社）創刊。
  - 雑誌「VOiCE Animage」（徳間書店）創刊。
  - 『魔法騎士レイアース』主題歌「ゆずれない願い」、『ストリートファイターII MOVIE』主題歌「恋しさと せつなさと 心強さと」大ヒット。
- 1995年
  - 『新機動戦記ガンダムW』が放映。女性ファン層を獲得し、ガンダムシリーズで初めてアメリカで放映された作品となった。
  - 『新世紀エヴァンゲリオン』が放映。哲学・学術用語の飛び交う難解なストーリーに、多くの若者が熱中し社会現象となる。以降、後にいうセカイ系作品や、『機動戦艦ナデシコ』（1996年）『少女革命ウテナ』（1997年）などスターチャイルドとテレビ東京のアニメが存在感を示した。
  - 押井守の映画『GHOST IN THE SHELL / 攻殻機動隊』が公開される。日本での興行収入は振るわなかったが、後に日本国外では高い評価を受け、『マトリックス』などの作品に影響を与えた。
  - この年又はその前後あたりから「第三次アニメブーム」が始まったとされる。
- 1996年
  - 『名探偵コナン』放送開始。高視聴率を記録、国民的アニメとなる。現在も放送中。
  - 『こちら葛飾区亀有公園前派出所』(通称「こち亀」)が放送開始。2004年まで約8年間にわたって放送されたが、本放送終了後も特別編が放送されたり、2016年までジャンプでマンガ連載を継続するなど人気を博していた。
  - 10月3日、『エルフを狩るモノたち』（テレビ東京） 日本初のオタク向け深夜アニメ。本放送以降、他局も深夜アニメを放送し始める。
  - デジタルCS放送「パーフェクTV!」（現:スカイパーフェクTV!）開始。
  - 『ビーストウォーズ 超生命体トランスフォーマー』（カナダ）シリーズでは初めて全編が3DCGで作られた作品。
- 1997年
  - 3月23日、世界名作劇場シリーズが放送終了。最終作は『家なき子レミ』。
  - 4月1日、『ポケットモンスター』 が放送開始。コンピューターゲーム『ポケットモンスター』のアニメ化。
  - 4月7日、『金田一少年の事件簿』 がスタート。高視聴率を記録する。
  - 10月、東京メトロポリタンテレビジョンが史上初のUHFアニメとなる『わんころべえ』を制作。
  - 10月、TBSテレビの深夜情報番組『ワンダフル』開始。後半にアニメコーナーを設けた。第1作は『行け!稲中卓球部』。
  - 12月16日、『ポケットモンスター』第38話「でんのうせんしポリゴン」の放送中、一部の視聴者がけいれんなどの症状を起こす（ポケモンショック）。この事件以降、放送局や作品によってはアニメ作品のOP前やAパートの冒頭などに「テレビを観る時は部屋を明るくして離れて観て下さい」という注意書きが表示されるようになる。翌年4月まで同作は放送を休止。
  - 『ゲゲゲの鬼太郎 4作目』の途中から、東映アニメーションは、富士写真フイルムがセル画の生産を停止したのを期に、本作品以後彩色などの作業を従来の手作業からコンピュータを用いたデジタルアニメ制作へ移行した。初めてデジタル制作をしたアニメ作品でもあり、以後、多くのプロダクションがデジタルへの移行を開始する。
  - 宮崎駿の『もののけ姫』が観客動員数1420万人、興行収入193億円を記録し、『E.T.』(1982年)が保持していた日本の歴代興行収入記録を15年ぶりに塗り替える大ヒット作となった。20世紀の日本映画(邦画)興行収入第1位。
  - アメリカ発のアニメ専門チャンネル「カートゥーンネットワーク」が日本のケーブルテレビ・CSで開局。日本初のアニメ専門チャンネルとなる。
  - テレビ東京が運営を行うアニメ専門チャンネル「アニメシアターX」がCS放送のディレクTVジャパンで開局。オタクに向けた独特の番組編成や高額な視聴料金で他局との差別化を図る。
  - 文化庁メディア芸術祭（アニメーション部門など4部門）が東京都写真美術館でスタート。
- 1998年
  - UHFアニメ、WOWOWアニメノンスクランブル枠と、新しいアニメ放送枠が本格的に開拓された。
  - 1月31日、勇者シリーズ放送終了。最終作品は『勇者王ガオガイガー』。シリーズ途中で名古屋テレビ（現メ〜テレ）制作による全国ネットアニメ作品の通算が1,000回を突破した。後にOVAベースによるテレビアニメ化（テレビ東京）。
  - 日本のアニメ専門チャンネル「アニマックス」がケーブルテレビ・CSで開局。出資には大手スタジオが関わる。
  - 『劇場版ポケットモンスター ミュウツーの逆襲』が公開。興行収入72.4億とTVアニメーションとしては破格の数字を記録する。全世界でも公開し、北米では日本映画初の週間興行ランキング初登場第1位を記録した。
  - 『同級生2』がテレビ放映。アダルトゲーム原作ものとしては初。
  - 『おじゃる丸』『カードキャプターさくら』放送開始。NHKのアニメがヒット。
  - 『頭文字D』放送開始。車のシーンの大半を3DCG化。
  - 『 青の6号』が世界で初めてのフルデジタルアニメ[51] としてVHS、LD、DVDで発売。
  - この頃テレビ東京が一転して規制強化に動き、前年1997年5月27日に起きた神戸連続児童殺傷事件の際には『吸血姫美夕』の2話が未放送、『カウボーイビバップ』はテレ東での放送を中止し衛星放送局WOWOWに移行。
  - 『ロスト・ユニバース』第4話で深刻な作画崩壊。アニメの増加により作画崩壊も多発していく。
- 1999年
  - 3月20日、『ガンドレス』が劇場用アニメとして未完成のまま公開される。
  - 4月1日、『ベターマン』がビスタサイズで放送開始。本作以降、アニメや『仮面ライダークウガ』などの特撮でビスタサイズが採用されるようになる。
  - 10月18日、『ワイルドアームズ トワイライトヴェノム』が放送される。次回予告の際、次回分のスタッフ名が表示される稀有なアニメ。
  - 『ONE PIECE』が放送開始。東映アニメーションの制作したアニメとしては最も放送期間が長い。
  - 東京武蔵野市が吉祥寺アニメワンダーランドの開催を始める。

### 2000年代
- 2000年
  - 『鋼鉄天使くるみ』が世界初の8cmDVDシングルアニメとして発売される。
  - 4月26日、『NieA 7』がWOWOWノンスクランブル枠で放送される。放送後はその回が公式サイトで無料配信される、日本初のインターネット再放送を行った。
  - 妖怪神社/むじゃら（水木しげる）鳥取県境港市にオープン。
  - 『はじめの一歩』 深夜アニメとしては異例の視聴率4.5%（平均）を記録する。
  - 日本国内でBSデジタル放送が放送開始。地上波キー局ほどではないが、次第にBSアニメを含めたテレビアニメ作品が放送されるようになる。
- 2001年
  - 10月6日、『Sci-Fi HARRY』が初の日韓同時放映テレビアニメとして放映される。
  - 『I-wish you were here-』がネット専用ストーリーアニメとして日本で初めてストリーミング方式で放送される。
  - 宮崎駿の『千と千尋の神隠し』が観客動員数2380万人、興行収入308億円を記録し、日本の歴代興行収入記録を二作続けて塗り替えた。また、日本テレビ系列「金曜ロードショー」でテレビ初放送を迎えた際、視聴率46.9％という驚異的な数字を記録し、これは、日本で放送された映画番組全体で見ても歴代1位の記録である。
  - 『フィギュア17 つばさ&ヒカル』の放映開始。1977年の『野球狂の詩』以来久しくなかった月1回1時間枠となる。
  - 三鷹の森ジブリ美術館（正式名称は三鷹市立アニメーション美術館）オープン。美術館の管理運営は財団法人『徳間記念アニメーション文化財団』
  - 三鷹の森アニメフェスタ第一回開催。
  - 東京杉並区で、アニメーションフェスティバルin杉並第一回開催。
  - 練馬アニメーションフェスティバルin大泉第一回開催。
- 2002年
  - 『NARUTO -ナルト-』が放映。アメリカで人気を博し、世界各国で放送された。
  - 第一回目の東京国際アニメフェアを東京国際展示場で開催。
  - 日本動画協会設立。経済産業省の呼び掛けによるもので、アニメ制作会社36社が正会員、18社が準会員。
  - デジタルへの移行は以前から進んでいたが、まだ大半のアニメでセル画を使用していた。しかし、この年は転機となり、おじゃる丸、忍たま乱太郎（NHK教育テレビ）、名探偵コナン（よみうりテレビ）・ドラえもん、クレヨンしんちゃん（テレビ朝日）・ポケットモンスター（テレビ東京）など多くのアニメが一気にセル画からデジタル制作へ移行。翌年2003年以降に制作される多くのアニメがはじめからデジタル制作になっていった。
  - 『機動戦士ガンダムSEED』がヒット。2000年代から2010年代初頭にかけて毎日放送・TBSからヒット作が多く生まれた。
- 2003年
  - ディズニーではジョン・マスカーやロン・クレメンツらを解雇して手描きアニメからの撤退を表明（後にディズニーがピクサーを買収し、チーフクリエイティブオフィサーに就任したジョン・ラセターがディズニーの手描きアニメの復活を表明）、また韓国では『ポンポン ポロロ』を境に韓国製アニメはフルCGでの制作が非常に多くなったが、日本では手描きアニメの時代が続くことになった。
  - 宮崎駿監督作品『千と千尋の神隠し』が第75回アカデミー賞において、オスカーを獲得した。日本のアニメーション映画としては、史上初の受賞となった。
  - 『アストロボーイ・鉄腕アトム』フジテレビ系にて、リメイク放送。
  - 『カレイドスター』が放映。21世紀のアニメーションで人気を博した。
  - 東映アニメーションギャラリーが大泉スタジオ内（練馬区東大泉）にオープン。主に東映作品を展示・紹介（大泉スタジオ建て替え後の2018年7月に東映アニメーションミュージアムとして再開館）。
- 2004年
  - 朝日放送の『プリキュアシリーズ』の第1作『ふたりはプリキュア』が放送開始。10年以上続く人気シリーズとなる。
  - テレビ東京の『ケロロ軍曹』が放送開始。サンライズが制作したテレビアニメとしては最長の話数（7年間全357話）となった。
  - 日本では、押井守（『イノセンス』）、大友克洋（『スチームボーイ』）、宮崎駿（『ハウルの動く城』）といった、当時の言葉でいう「ジャパニメーション」の巨匠が相次いで劇場作品を発表した。また、『APPLESEED』は公開前から続篇製作の決定がなされるなど話題が多い年であったが、『アップルシード』シリーズの続篇製作は当時の発表より大幅に遅れている。
  - 宮崎駿監督作品『ハウルの動く城』が公開。当時、日本映画としては歴代最高のオープニングを飾った。最終的には、興行収入196億円、観客動員数1500万人を記録し、日本歴代興行収入ランキングでは第４位、日本映画歴代興行収入ランキングでは第2位となった。また、本作は、その年の第61回ヴェネツィア国際映画祭において金オゼッラ賞を獲得し、第78回アカデミー賞にもノミネートされるなど、国際的に高く評価された。
  - 練馬アニメーション協議会（前身「アニメミュージアムの会」）が、虫プロや東映アニメーションなど、練馬区内の約50の事業所で設立され、練馬区のアニメ振興を計っている。
  - コナミの『Get Ride! アムドライバー』が放送。玩具やゲームもすぐに発売された。一年放送アニメにしては、豪華な商品展開だった。
- 2005年
  - フジテレビのノイタミナ枠が開始される。一般女性向け深夜アニメという新たな分野が開拓された。
  - アニメ『テレビ朝日版 ドラえもん』がリニューアル。主演声優陣が交代し、ドラえもん役は大山のぶ代から水田わさびに代わった。
  - 『機動戦士Ζガンダム』20周年記念作品『機動戦士Ζガンダム 星を継ぐ者』が公開。『Ζガンダム』の劇場版3部作が来春までに公開されている。
  - 東京杉並区に杉並アニメーションミュージアム竣工。
  - 吉祥寺アニメワンダーランドの目玉企画の一つ、吉祥寺アニメ映画祭第一回開催。
  - 秋葉原UDXの東京アニメセンターなどで、東京国際映画祭との共催企画として、アニメを上映したり、声優のイベントなどを行う『秋葉原エンタまつり』が開始。
- 2006年
  - 日本のTVアニメにおいて、HDTV対応16:9の画面サイズ（アスペクト比）で作成された作品数が、初めて過半数に達する。
  - 地上波初のFlashアニメ『THE FROGMAN SHOW（『秘密結社鷹の爪』、『古墳ギャルのコフィー』）』がテレビ朝日系でアニメ化。
  - 独立局各局にて『涼宮ハルヒの憂鬱』放送。深夜アニメヒットの起爆剤的存在となる。
  - ニコニコ動画がサービス開始。MAD動画などの投稿で作品がヒットする要因となった。
  - 2005年、宮崎駿監督がヴェネツィア国際映画祭において長年優れた作品を生み出し続けた世界的映画人に贈られる栄誉金獅子賞を受賞。アニメーション監督の受賞は史上初の快挙であった。
  - 『ゲド戦記』公開。作品以上に監督の世襲という点が注目された。
  - フジテレビがアニメ映画に参入し、『ブレイブ・ストーリー』公開。
  - 秋葉原UDXに、日本のアニメを内外に発信する情報拠点、東京アニメセンター開設。
  - 練馬アニメーション協議会がフランスのアニメ企業との交流事業で渡仏。
  - 広島アニメーションセンター事業本部、期間限定開催（新同センター建設構想あり）。
  - 京都国際マンガミュージアム京都市にオープン。
  - 『時をかける少女』公開、最初東京都内一館のみでの放映だったが、ネット、口コミでの話題を集め、全国でのロングラン興行となった。
  - TBS系列でTVアニメ『コードギアス 反逆のルルーシュ』が放送開始。『ガンダム』『トランスフォーマー』『エヴァンゲリオン』など、それぞれの世代で革新的な設定であったロボットアニメ作品に続く、新たな世代のロボットアニメーションとして、ロボット、学園、神秘、超能力など、さまざまなジャンルを併せ持つ作品として知られている。
  - 『四谷怪談』（原作鶴屋南北）、『天守閣物語』（原作泉鏡花）などが、従来のアニメ制作者の枠を越え「怪 ～ayakashi～ 製作委員会」という、ドラマやバラエティのプロデューサーらとのコラボチームで制作されフジテレビ系にて深夜に放送される。
- 2007年
  - 日本アカデミー賞にアニメーション作品賞が新設される。『時をかける少女』が最優秀アニメーション作品賞を受賞。
  - 世界初のFlashアニメ映画、『秘密結社鷹の爪 THE MOVIE 〜総統は二度死ぬ〜』が公開。NY国際インデペンデント映画祭のアニメーション部門 最優秀作品賞とアニメーション部門 国際アニメーション 最優秀監督賞の2部門を受賞。
  - 『ゲゲゲの鬼太郎』が日本の最多リメイク記録を更新（5回目のアニメ化）。
  - 世界名作劇場シリーズがBSフジで復活。復帰作は『レ・ミゼラブル 少女コゼット』。
  - 日常系（空気系）がブームになる。代表的な作品として『ひだまりスケッチ』『らき☆すた』がある。
  - 2007年3月、フランスのアニメ関係者が練馬区を訪問するなどの交流事業がきっかけとなり、2007年6月11日からフランスのアヌシーで毎年開催されている世界で最も歴史が長いアヌシー国際アニメーション映画祭と同時に開かれているアヌシー国際アニメーション見本市に、練馬区のアニメ企業10社が出展した。アニメの販売や共同制作など具体的な事業交流を進めていくこととなった。
  - 『新世紀エヴァンゲリオン』のリブート映画シリーズの第1作目『ヱヴァンゲリヲン新劇場版:序』が公開。
  - 京田辺警察官殺害事件をきっかけに『ひぐらしのなく頃に解』『School days』放映自粛騒動が発生。また、同時期に札幌での教頭児童買春事件をきっかけに『こどものじかん』を放映予定だった一部ネット局が急遽放映休止を決定する事態も発生した。
  - 東京国際映画祭が、アニメ、漫画などの紹介や商談会、シンポジウムなどを催す国際コンテンツ・カーニバルに改称して、10月に開催予定。
  - 『ゲゲゲの妖怪楽園』が鳥取県境港市にオープン。
  - 『横浜アンパンマンこどもミュージアム』横浜市にオープン。
  - 『のだめカンタービレ』がノイタミナで放映。第2期『のだめカンタービレ 巴里編』では、深夜枠では異例の視聴率6.6%を記録する。
  - 『ジョジョの奇妙な冒険』のOVA（2001年製作）の一部話がイスラム教のコーランの描写を巡って、中東のムスリムから猛抗議を受け、翌年に該当話のDVDが出荷停止になる。
- 2008年
  - 『ゲゲゲの鬼太郎』シリーズ放映40周年を記念し、『墓場鬼太郎』放映開始。
  - 『河童のクゥと夏休み』が、アニメ作品では『千と千尋の神隠し』以来6年ぶり、ジブリ作品以外では初となるキネマ旬報ベスト・テンに選出。
  - 「マクロスシリーズ」生誕25周年記念作品『マクロスF』が放映。
  - 3月16日『ねりたんアニメプロジェクトin大泉』（旧練馬アニメーションフェスティバルin大泉）開催。松本零士が大泉学園駅の1日駅長就任。銀河鉄道999のキャラクタ車掌像を同駅に設置。
  - 3月27日『東京国際アニメフェア2008』東京国際展示場で開催。特別企画として、宝塚市立手塚治虫記念館や三鷹の森ジブリ美術館など、全国43の漫画・アニメミュージアムの原画や絵コンテなどを展示。カナダ大使館、韓国文化コンテンツ振興院、米国企業、UAEからも参加。手塚治虫生誕80年、石ノ森章太郎生誕70年記念特別展示も。
  - 4月24日 『なまくら刀』（幸内純一）の復元・上映。東京国立近代美術館フィルムセンターは、日本で劇場公開されたアニメ映画としては現存するものでは最古とされる『なまくら刀』のフィルムをデジタル技術で復元。同時に発見された「浦島太郎」などとともに『発掘された映画たち2008』で一般公開。
  - 6月 加藤久仁生の「つみきのいえ」がアニメ界最高の権威、アヌシー国際アニメ映画祭で、クリスタル賞（グランプリ）、短編部門若手審査員賞を併せて受賞。その他同作品は2008年中に、第12回文化庁メディア芸術祭アニメーション部門大賞や、イタリアのミラノ映画祭2008のフォーカス・オン・アニメーション・アワードなど、国内外12の映画祭で19の賞を獲得した[注釈 6]。
  - 『崖の上のポニョ』、『スカイ・クロラ The Sky Crawlers』が公開。
  - 『劇場版ポケットモンスター ダイヤモンド&パール ギラティナと氷空の花束 シェイミ』が公開。前売り券が238万4198枚を売り上げて、ギネス・ワールド・レコーズから「最も前売り券が売れたアニメ映画」として世界記録の認定を受けている。
  - 『true tears』放送。P.A.WORKSが地方小都市からアニメに挑戦。
- 2009年
  - 1月8日、『黒神』が初の日米韓同時放映テレビアニメとして放映される。
  - 加藤久仁生の『つみきのいえ』が、第81回米アカデミー賞（現地時間2月22日、日本時間同23日）の短編アニメ賞を受賞した。
  - 『けいおん!』がアニメ化。作中に登場する楽器などが、一時品薄状態となった。
  - 『化物語』がアニメ化。実写や文字を多用した独特の演出を展開。
  - 6月27日にヱヴァンゲリヲン新劇場版:破が日本の38都道府県、120館で公開されひと月後の7月28日には動員数200万人を突破。
  - 7月、フランスパリ郊外で開催された日本文化を紹介する博覧会Japan Expoの入場者数が過去最高の164,000人を記録する。
  - 8月、ロカルノ映画祭において日本のアニメや漫画を紹介する特別企画『Manga Impact』が開催される。
  - 10月、細田守の『サマーウォーズ』が第42回シッチェス・カタロニア国際映画祭のアニメーション部門長編作品グランプリを受賞した。

### 2010年代
- 2010年
  - 1-9月の9ヶ月間、テレビ東京・アニプレックスによるアニメ創作プロジェクト『アニメノチカラ』を同系列複数局にて放映。
  - 8月末、アニメ制作会社のグループタックが創業社長・田代敦巳の7月死去に伴い準自己破産を申請。後述のアニメ映画『グスコーブドリの伝記』は制作元請契約の返上を余儀なくされ、同業の手塚プロダクションが継承して翌々年（2012年）の公開に漕ぎ着けた。
- 2011年

  - 『魔法少女まどか☆マギカ』放映開始。「魔法少女」ものの新たな表現方法を確立し、各界に影響を及ぼした作品として国内外で話題を呼ぶ。また、翌年秋には劇場版も公開。
  - 3月下旬開催予定の『アニメ コンテンツ エキスポ（以下、ACE）』『東京国際アニメフェア2011』が前述の震災発生により急遽中止。
  - 4月、『TIGER & BUNNY』放映開始。「実在のプレイスメントスポンサーを付けてヒーロー・ヒロイン達が平和のために戦う」ことで人気に火が付き、国内衛星放送（BS11・アニマックス）でも放映され、劇場用アニメ化に至る。
  - 『トリコ』放送開始。『第2のワンピース』という名称として親しまれ話題となる。
  - 12月、『ブラック・ジャックFinal』が発売される。これを最後に手塚プロダクションは事実上、OVAの製作から撤退。
- 2012年
  - 3月下旬、前年休止となった『ACE』改めて開催。
  - MBS開局記念として深夜アニメ枠に同系列ネット向けに『アニメイズム』を新設。初回は『夏色キセキ』『じょしらく』をそれぞれ1クールで放映。それぞれ、声優ユニット「スフィア」やアイドルユニット「ももいろクローバーZ」とのタイアップで話題に。
  - 『グスコーブドリの伝記』、『ストライクウィッチーズ 劇場版』、『ヱヴァンゲリヲン新劇場版:Q』、『おおかみこどもの雨と雪』公開。
  - 茨城県大洗町が舞台の『ガールズ&パンツァー』放映開始。この頃より自治体の関与が増加。
  - テレビ朝日が開局55周年記念として『小説『新世界より』』のテレビアニメが放映される。
  - 大阪ABCでも開局記念として水曜に深夜アニメ枠『水曜アニメ＜水もん＞』を新設。初回は『俺の妹がこんなに可愛いわけがない』（TRUE RUTE スペシャル版、1クール）『新世界より』（2クール）の2作品が放映された。
- 2013年
  - 『宇宙戦艦ヤマト』のリメイクアニメ作品、『宇宙戦艦ヤマト2199』が放映。
  - 『進撃の巨人』、『ラブライブ!』が放映開始。深夜アニメにもかかわらず爆発的な人気となる。
  - 『劇場版 魔法少女まどか☆マギカ 新編 叛逆の物語』が深夜アニメを起点とするアニメーション映画としては日本で初めて興行収入20億円を突破する[52]。
  - 『映画ドラえもん』が邦画史上初となるシリーズ累計観客動員数1億人を突破。
  - 『俺の妹がこんなに可愛いわけがない。』がネットで全世界同時配信を行う。
  - 宮崎駿監督作品『風立ちぬ』が公開。宮崎がこの作品で長編映画制作からの引退を発表(後に撤回)。
  - 1969年の放送開始以来セル画で製作していた『サザエさん』が10月6日放送分よりデジタル製作に完全移行。これをもって日本国内において現行のテレビアニメからセルアニメが消滅する。
  - 10月、アニメ関連の大型イベント『東京国際アニメフェア』および『アニメ コンテンツ エキスポ』の一本化を発表、翌年開催分より新タイトル『AnimeJapan』とすると発表[注釈 7]。
  - 『ルパン三世』と『名探偵コナン』がコラボした『ルパン三世VS名探偵コナン THE MOVIE』が公開。
- 2014年

  - 『妖怪ウォッチ』が放映開始。子供達を中心に一大センセーションを巻き起こす。12月20日より封切りされ、『妖怪ウォッチ2 元祖/本家』のストーリーを原作とする映画『映画 妖怪ウォッチ 誕生の秘密だニャン!』は、公開二日間の興行収入が邦画史上最高となった。
  - 『STAND BY ME ドラえもん』が大ヒット。テレビアニメを起点とするアニメーション映画としては日本国内史上最高の興行収入83.8億円を記録した。
  - 2013年11月、宮崎駿監督がアカデミー名誉賞を受賞。アニメーション監督としてはウォルト・ディズニー、チャック・ジョーンズに続く史上3人目の受賞となった。また、日本人としては黒澤明以来史上2人目の快挙となった。
- 2015年

  - 細田守の映画『バケモノの子』がヒット。興行収入58.5億円を記録した。
  - 『おそ松さん』が放送開始。赤塚不二夫生誕80周年記念として製作された。『おそ松くん』を現代風にリメイクしたもので「六つ子」として話題となり人気を博した。
  - 『洲崎西 THE ANIMATION』で中国企業bilibiliが製作に参入。
- 2016年
  - 映画『君の名は。』が興行収入250億円の大ヒット。『千と千尋の神隠し』に次ぐ日本映画歴代2位となった。日本国内で公開された映画としても歴代4位を記録した。
  - 映画『この世界の片隅に』はミニシアター系作品としては異例のヒット。上映が2年以上続くロングランとなった。
  - AICが制作から撤退。
- 2017年
  - 3DCGテレビアニメ『けものフレンズ』がヒット。アニメをきっかけに実際の動物を見ようと動物園へ足を運ぶアニメファンや、監督交代騒動が話題になる。
  - 日本動画協会が日本初のアニメーション映画とされる『凸坊新畫帖 芋助猪狩の巻』の公開の100周年を記念してプロジェクト『アニメNEXT_100』を始動。その後『白蛇伝』の公開された10月22日を「アニメの日」に制定したり、日本のアニメーションに関するデータベース『アニメ大全』など公開するなどの活動をしている。
- 2018年
  - 『ゲゲゲの鬼太郎（第6作）』、『深夜!天才バカボン』、『Cutie Honey Universe』など昭和を代表するアニメーション群が多数リメイクされる。
  - 『ゆるキャン△』がアニメ化。ソロキャンプを行う人口の増加や、地域の経済効果や活性化など様々な方面に影響を与えた。
- 2019年
  - アニメーション制作の黎明を描いたNHK連続テレビ小説『なつぞら』が放送。
  - 『鬼滅の刃』がアニメ化。人間から変化した鬼を退治する物語。本作のアニメ化を期に、原作漫画のコミックス売り上げが『ONE PIECE』の総売上を上回る程爆増するほどの社会現象となり、関連グッズの品切れが続出する程となった。
  - 京都アニメーション放火殺人事件が発生。「#PrayForKyoani」と称して世界中から寄付が寄せられる。
  - 興収140億2,000万円（12月8日時点）を記録した新海誠のアニメーション映画『天気の子』が年間ナンバーワンを獲得。洋画別でトップを記録した『アラジン』121億6,000万円を抑え、洋邦合わせた年間総合ランキングでも1位を獲得した。
  - XEBECがProduction I.Gに吸収合併される。

### 2020年代
- 2020年
  - 新型コロナウイルスの影響を受けて様々な作品の公開や放送が延期された。
  - 映画『劇場版「鬼滅の刃」無限列車編』が劇場公開。興行収入が『千と千尋の神隠し』の持つ316.8億円を超え、日本映画歴代1位となる。
  - 10月、『呪術廻戦』がアニメ化。人間の憎悪から生まれた「呪霊」という怪物を退治する物語。先述の『鬼滅の刃』とほぼ同じような社会現象を起こした。
- 2021年
  - 映画『シン・エヴァンゲリオン劇場版𝄇』が公開。2007年から続いた『ヱヴァンゲリヲン新劇場版』が完結。
- 2022年
  - 『うる星やつら』のリメイク作品が放送。
  - 『SPY×FAMILY』がアニメ化。日本では社会現象になり、国外でも大ヒットを記録する。
  - 映画『すずめの戸締まり』が公開。「君の名は。」、「天気の子」に次ぐ新海誠のアニメーション映画。2022年12月に興行収入100億円を突破した。
  - 『ぼっち・ざ・ろっく！』がアニメ化。『けいおん!』と同様、作中に登場する楽器などの売上が増加した。
  - 映画『THE FIRST SLAM DUNK』が公開。日本だけでなく日本国外の台湾、韓国、中国で人気を博した。
- 2023年
  - アニメ『ポケットモンスター』が完全リニューアル。主人公はサトシからリコとロイという二人の男女の主人公に代わった。
  - アニメ『【推しの子】』放送開始。第1期オープニングテーマであるYOASOBIの「アイドル」が世界的なヒットを記録する。
  - 映画『ザ・スーパーマリオブラザーズ・ムービー』が公開。2023年7月15日時点の興行収入は北米市場で5億7414万ドル、海外市場で7億8117万ドルを記録した。これにより、ゲーム原作の映画（英語版）の中で歴代最高額、アニメーション映画では歴代2位の興行収入を記録するヒットとなった。
  - 宮崎駿10年ぶりの作品となる『君たちはどう生きるか』が公開。翌年アメリカで授賞式が行われた第96回アカデミー賞でもオスカーを獲得した。日本のアニメーション映画全体で見ても、『千と千尋の神隠し』の受賞以来、21年振り史上2作品目となるアカデミー賞受賞となった。
  - 日本テレビ放送網がスタジオジブリを子会社化。
- 2024年
  - 映画『名探偵コナン 100万ドルの五稜郭』が公開。シリーズ前作『黒鉄の魚影』と共に邦画史上初となるシリーズアニメ映画として2作連続での興行収入100億円突破する。
  - ガイナックスが倒産。同社の商標と称号は『エヴァンゲリオン』などを手掛けるカラーが取得管理することが公表された。
  - アニメ『負けヒロインが多すぎる!』のエンディングアニメーションの一部にセル画が使用され、商業アニメとしては約10年ぶりにセル画を使用したアニメが復活した。
  - 東宝がサイエンスSARUを子会社化。
  - スタジオジブリが第77回カンヌ国際映画祭で、日本初のパルム・ドール・ドヌールを受賞。
  - この頃生成AIのアニメへの応用が話題となる。一方権利侵害等も懸念される[53][54]。